# Svenska Hockeyligan 2016/2017
Svenska Hockeyligan 2016/2017 var den 42:a säsongen av Svenska Hockeyligan, Sveriges högsta division i ishockey. Serien inleddes den 17 september 2016, och de första omgångarna spelades samtidigt som World Cup.
Grundserien var färdigspelad i och med den sista omgången den 9 mars 2017 och då stod Växjö Lakers som seriesegrare i en anmärkningsvärt jämn tabelltoppen där de fyra översta lagen befann sig inom fyra poäng.
HV71 blev svenska mästare efter att ha vunnit finalserien med 4–3 mot Brynäs IF.

## Deltagande lag
| Lag            | Län             | Ort        | Arena                  | Kapacitet | Kapacitet | Pl     | 1:a säs   | Sedan     |
| -------------- | --------------- | ---------- | ---------------------- | --------- | --------- | ------ | --------- | --------- |
| Brynäs IF      | Gävleborg       | Gävle      | Gavlerinken Arena      | 7909      | [ 3 ]     | 10     | 1975/1976 | 1975/1976 |
| Djurgårdens IF | Stockholm       | Stockholm  | Hovet                  | 8094      | [ 4 ]     | 7      | 1975/1976 | 2014/2015 |
| Frölunda HC    | Västra Götaland | Göteborg   | Scandinavium           | 12044     | [ 5 ]     | 2      | 1975/1976 | 1989/1990 |
| Färjestad BK   | Värmland        | Karlstad   | Löfbergs Arena         | 8250      | [ 6 ]     | 5      | 1975/1976 | 1975/1976 |
| HV71           | Jönköping       | Jönköping  | Kinnarps Arena         | 7000      | [ 7 ]     | 9      | 1979/1980 | 1985/1986 |
| Karlskrona HK  | Blekinge        | Karlskrona | ABB Arena Karlskrona   | 5050      | [ 8 ]     | 14     | 2015/2016 | 2015/2016 |
| Leksands IF    | Dalarna         | Leksand    | Tegera Arena           | 7650      | [ 9 ]     | 4 (HA) | 1975/1976 | 2016/2017 |
| Linköping HC   | Östergötland    | Linköping  | Saab Arena             | 8500      | [ 10 ]    | 3      | 1999/2000 | 2001/2002 |
| Luleå HF       | Norrbotten      | Luleå      | Coop Norrbotten Arena  | 6300      | [ 11 ]    | 4      | 1984/1985 | 1984/1985 |
| Malmö Redhawks | Skåne           | Malmö      | Malmö Arena            | 12600     | [ 12 ]    | 12     | 1990/1991 | 2015/2016 |
| Rögle BK       | Skåne           | Ängelholm  | Lindab Arena           | 5150      | [ 13 ]    | 11     | 1992/1993 | 2015/2016 |
| Skellefteå AIK | Västerbotten    | Skellefteå | Skellefteå Kraft Arena | 5801      | [ 14 ]    | 1      | 1975/1976 | 2006/2007 |
| Växjö Lakers   | Kronoberg       | Växjö      | Vida Arena             | 5750      | [ 15 ]    | 6      | 2011/2012 | 2011/2012 |
| Örebro HK      | Örebro          | Örebro     | Behrn Arena            | 5500      | [ 16 ]    | 8      | 2013/2014 | 2013/2014 |

## Förlopp
- Den 1 april 2016 avslutades Direktkval till Svenska Hockeyligan 2016 där det stod klart Leksands IF flyttades upp medan Modo åkte ur SHL.[17] Vidare höll sig Karlskrona HK sig kvar i högsta serien efter vinst i direktkvalet mot AIK.[18] Därmed stod det klart vilka 14 lag som skulle delta i SHL 2016/2017 och för första gången sedan säsongen 1984/1985 var Modo inte ett av lagen i Sveriges högsta division.[19]

- Den 19 september 2016 meddelade SHL att man valt att förlänga avtalet med C More. Det nya avtalet fortsätter att ge C More exklusiva sändningsrättigheter av samtliga SHL-matcher fram till och med säsongen 2023/2024.[20]

- Den 4 oktober 2016 meddelade Örebro HK att lagets huvudtränare, Kent Johansson, på eget initiativ lämnar laget.[21] Där Johan Tornberg kom att ta över rollen som huvudtränare och Lars Ivarsson som assisterande.[22]

- Den 5 januari 2017 meddelade Örebro HK att lagets huvudtränare Johan Tornberg samt assisterande tränaren Lars Ivarsson får sparken, och ersätts av Niklas Sundblad som huvudtränare med Petri Liimatainen som assisterande tränare.
- Den 5 februari 2017 meddelade Karlskrona HK att man valt att avsluta samarbetet med Per Hånberg som huvudtränare. Assisterande tränaren Ove Molin tog över ansvaret med Mikael Aaro som fortsatt assisterande tränare.[23]
- Den 29 mars 2017 vann Rögle BK sitt direktkval till SHL mot BIK Karlskoga med säkra 4 - 0 i matcher, i bäst av 7. Rögle säkrade därmed sitt kontrakt i Sveriges högsta division för ytterligare en säsong.
- Den 1 april 2017 avslutades det sista direktkvalet till SHL där det blev klart att Mora IK kvalificerade sig till SHL via att slå ut Leksands IF i bäst av 7 matcher. Därmed var det ett faktum att Mora IK spelar i SHL (dåvarande Elitserien) för första gången sedan 2008. Därmed spikades också lagen för SHL 2017/2018 med Mora som enda nykomling samtidigt som Leksand åkte ur.

## Grundserien

### Poängtabell
| Nr | Lag              | S  | V  | ÖV | ÖF | F  | GM  | IM  | MS  | P  |
| -- | ---------------- | -- | -- | -- | -- | -- | --- | --- | --- | -- |
| 1  | Växjö Lakers     | 52 | 26 | 7  | 7  | 12 | 165 | 118 | +47 | 99 |
| 2  | HV71             | 52 | 27 | 6  | 5  | 14 | 152 | 99  | +53 | 98 |
| 3  | Frölunda HC (RM) | 52 | 27 | 6  | 4  | 15 | 142 | 114 | +28 | 97 |
| 4  | Linköping HC     | 52 | 27 | 5  | 5  | 15 | 136 | 116 | +20 | 96 |
| 5  | Brynäs IF        | 52 | 27 | 4  | 4  | 17 | 156 | 124 | +32 | 93 |
| 6  | Skellefteå AIK   | 52 | 25 | 6  | 3  | 18 | 129 | 123 | +6  | 90 |
| 7  | Färjestad BK     | 52 | 22 | 9  | 3  | 18 | 133 | 121 | +12 | 87 |
| 8  | Malmö Redhawks   | 52 | 23 | 3  | 6  | 20 | 132 | 116 | +16 | 81 |
| 9  | Luleå HF         | 52 | 16 | 7  | 8  | 21 | 118 | 136 | −18 | 70 |
| 10 | Djurgårdens IF   | 52 | 15 | 7  | 11 | 19 | 110 | 128 | −18 | 70 |
| 11 | Karlskrona HK    | 52 | 20 | 2  | 4  | 26 | 110 | 122 | −12 | 68 |
| 12 | Örebro HK        | 52 | 11 | 7  | 6  | 28 | 103 | 155 | −52 | 53 |
| 13 | Rögle BK         | 52 | 12 | 4  | 3  | 33 | 115 | 158 | −43 | 47 |
| 14 | Leksands IF (U)  | 52 | 12 | 1  | 5  | 34 | 93  | 164 | −71 | 43 |

### Resultattabell
| Hemma \ Borta  | BIF               | DIF                 | FRÖ               | FBK                | HV71               | KHK           | LIF           | LHC                | LHF                 | MRH           | RBK           | SAIK                | VLH                 | ÖHK               |
| Brynäs IF      | —                 | 4–0 0–3             | 7–2 2–3           | 6–2 1–0            | 5–3 2–1 (SD)       | 3–5 5–2       | 1–3 4–0       | 1–2 4–1            | 5–2 6–2             | 3–5 2–4       | 4–3 4–1       | 2–3 2–6             | 2–0 1–4             | 4–3 (SD) 3–4 (SD) |
| Djurgårdens IF | 4–3 (SD) 5–6 (SD) | —                   | 4–3 3–2           | 1–3 0–2            | 2–3 (str) 1–2      | 0–4 2–1       | 3–1 4–3       | 4–5 0–4            | 3–4 (str) 3–2 (str) | 1–2 4–0       | 0–4 1–2 (SD)  | 2–1 4–2             | 2–3 (str) 2–1 (str) | 0–3 2–0           |
| Frölunda HC    | 3–1 2–4           | 4–1 2–1 (SD)        | —                 | 5–0 2–3            | 2–1                | 2–1 4–3       | 5–1 1–5       | 2–3 3–4 (str)      | 4–0 3–1             | 3–1 2–1 (str) | 2–1 3–1       | 4–2 2–3             | 3–1 8–5             | 5–0 2–1           |
| Färjestad BK   | 1–5 3–2 (SD)      | 3–2 (str) 2–1 (SD)  | 2–1 (SD) 3–4 (SD) | —                  | 1–4 1–0            | 4–3 2–0       | 5–3 5–2       | 3–0 1–5            | 3–2 (SD) 5–0        | 2–4 1–0 (SD)  | 3–4 (str) 4–5 | 5–3 1–2             | 4–1 1–3             | 2–1 6–4           |
| HV71           | 4–2 3–0           | 5–1 2–1 (str)       | 2–3 2–1 (SD)      | 3–1 3–2            | —                  | 4–1 2–0       | 5–2 3–1       | 2–3 2–3 (str)      | 2–1 (str) 6–0       | 5–3 3–6       | 5–3 7–0       | 7–1 5–2             | 2–4 1–2 (SD)        | 3–5 5–1           |
| Karlskrona HK  | 4–2 1–2           | 3–7 3–1             | 2–1 0–3           | 5–2 4–1            | 2–3 2–5            | —             | 3–1 0–2       | 3–1                | 0–4 3–1             | 0–2 1–3       | 4–1 3–2 (SD)  | 1–2 6–1             | 1–4 0–4             | 4–0 2–3 (SD)      |
| Leksands IF    | 1–4 1–2           | 2–5 0–5             | 4–0 4–5 (SD)      | 1–2 2–1            | 1–2 2–1            | 0–1 1–4       | —             | 5–1 2–5            | 4–0 0–3             | 1–0 (str) 4–3 | 0–2 3–2       | 1–6 1–3             | 3–1 0–6             | 2–3 (SD) 1–2      |
| Linköpings HC  | 2–1 3–0           | 2–1 4–1             | 3–0 2–4           | 3–4 (SD) 1–2 (str) | 1–3 0–1 (SD)       | 4–3 (str) 3–2 | 2–1 (SD) 6–1  | —                  | 5–2 2–0             | 3–5 2–0       | 5–2 2–1       | 5–2 3–0             | 2–5 1–4             | 1–3 5–1           |
| Luleå HF       | 0–4 4–5 (str)     | 2–1 (str) 1–2 (SD)  | 0–1 4–2           | 1–3 5–4 (SD)       | 3–1 2–3            | 1–2 3–2 (str) | 5–1 5–2       | 4–0 3–5            | —                   | 4–2 0–5       | 4–1 3–0       | 1–2 (str) 3–4 (str) | 4–2 4–3 (str)       | 2–0 2–1           |
| Malmö Redhawks | 2–1 2–3           | 0–1 (str) 2–3 (str) | 3–2 2–3           | 2–3 2–5            | 4–3 4–0            | 3–0 1–3       | 5–1 3–1       | 2–3 1–3            | 1–2 (SD) 5–1        | —             | 2–1 4–0       | 0–3 1–4             | 0–3 4–3 (str)       | 1–0 (str) 6–0     |
| Rögle BK       | 2–4 1–3           | 1–3                 | 2–4 3–4           | 5–3 2–1            | 1–4 1–3            | 2–4 4–1       | 2–3 4–1       | 3–2 (SD) 3–2 (str) | 2–3 (str) 3–5       | 1–2 (SD) 6–7  | —             | 3–2 0–3             | 3–5 3–4             | 5–0 5–1           |
| Skellefteå AIK | 1–2 3–0           | 1–2 (SD) 3–2        | 2–3 2–1           | 0–5 0–3            | 1–0 (SD) 3–2       | 2–0 3–2       | 4–1 4–3 (SD)  | 4–1 3–1            | 3–2 1–3             | 3–0 0–4       | 4–1 3–1       | —                   | 3–2 (SD) 4–5 (SD)   | 4–1 5–4           |
| Växjö Lakers   | 1–2 1–4           | 5–3 4–1             | 4–1 3–2 (str)     | 1–3 2–3 (str)      | 4–3 (SD) 3–4 (str) | 2–3 (str) 4–0 | 4–1           | 4–1 2–3            | 1–3 3–2 (SD)        | 2–1 4–5       | 2–0 4–2       | 4–0 5–2             | —                   | 4–2 7–4           |
| Örebro HK      | 3–5 3–6           | 3–0 3–2 (SD)        | 2–4 1–3           | 3–1 0–1            | 0–3                | 1–3 1–0 (str) | 4–3 4–3 (str) | 3–4 (SD) 0–1       | 3–2 2–1             | 5–4 2–1       | 3–4 2–3       | 3–2 (str) 1–2 (SD)  | 2–3 2–3 (SD)        | —                 |

### Spelarstatistik
Poängliga
|    | Nr | Spelare             | Lag             | Position       | Matcher | Mål | Assist | Poäng | Snitt |
| -- | -- | ------------------- | --------------- | -------------- | ------- | --- | ------ | ----- | ----- |
| 1  | 10 | Joakim Lindström    | Skellefteå AIK  | vänsterforward | 51      | 18  | 36     | 54    | 1,06  |
| 2  | 41 | Broc Little         | Linköping HC    | vänsterforward | 52      | 19  | 34     | 53    | 1,02  |
| 3  | 34 | Olli Palola         | Växjö Lakers HC | högerforward   | 52      | 21  | 27     | 48    | 0,92  |
| 4  | 96 | Oskar Lindblom      | Brynäs IF       | vänsterforward | 52      | 22  | 25     | 47    | 0,90  |
| 5  | 40 | Jesper Jensen       | Brynäs IF       | center         | 50      | 9   | 33     | 42    | 0,84  |
| 6  | 22 | Alexander Bergström | Karlskrona HK   | vänsterforward | 52      | 15  | 25     | 40    | 0,77  |
| 7  | 11 | Kevin Clark         | Brynäs IF       | högerforward   | 52      | 23  | 16     | 39    | 0,75  |
| 8  | 7  | Henrik Tömmernes    | Frölunda HC     | back           | 49      | 8   | 31     | 39    | 0,80  |
| 9  | 14 | Emil Pettersson     |                 | center         | 51      | 15  | 23     | 38    | 0,75  |
|    |    | Emil Pettersson     | Skellefteå AIK  | center         | 24      | 6   | 6      | 12    | 0,50  |
|    |    | Emil Pettersson     | Växjö Lakers HC | center         | 27      | 9   | 17     | 26    | 0,96  |
| 10 | 90 | Libor Hudáček       | Örebro HK       | vänsterforward | 49      | 14  | 24     | 38    | 0,78  |

Tabellens data är hämtade från Svenska Ishockeyförbundet.
Målvaktsliga
|   | Nr | Spelare          | Lag            | M  | GIP | MIP     | SOG | GA | GAA  | SVS | SVS%  | SO | V  | F  | V%    |
| - | -- | ---------------- | -------------- | -- | --- | ------- | --- | -- | ---- | --- | ----- | -- | -- | -- | ----- |
| 1 | 69 | Oscar Alsenfelt  | Malmö Redhawks | 47 | 33  | 1820:04 | 885 | 49 | 1,62 | 836 | 94,46 | 9  | 19 | 12 | 61,29 |
| 2 | 30 | Linus Söderström | HV71           | 43 | 22  | 1340:39 | 528 | 30 | 1,34 | 498 | 94,32 | 6  | 18 | 4  | 81,82 |
| 3 | 38 | Johannes Jönsson | Karlskrona HK  | 52 | 24  | 1424:35 | 738 | 46 | 1,94 | 692 | 93,77 | 2  | 10 | 14 | 41,67 |
| 4 | 1  | Marcus Högberg   | Linköping HC   | 50 | 33  | 1999:36 | 924 | 63 | 1,89 | 861 | 93,18 | 4  | 19 | 14 | 57,58 |
| 5 | 30 | Lars Haugen      | Färjestad BK   | 52 | 35  | 2014:41 | 957 | 72 | 2,14 | 885 | 92,48 | 6  | 20 | 14 | 58,82 |

Tabellens data är hämtade från Svenska Ishockeyförbundet.

## Slutspel
Tio lag gjorde upp om Le Mat-pokalen och titeln som Svenska mästare.

### Slutspelsträd
|                 | Åttondelsfinaler                                 | Åttondelsfinaler                                 | Åttondelsfinaler                                 |                                                  |                                                  | Kvartsfinaler                                    | Kvartsfinaler                                    | Kvartsfinaler                                    |                                                  |                                                  | Semifinaler                                      | Semifinaler                                      | Semifinaler                                      |  |   | Final     | Final | Final |
|                 |                                                  |                                                  |                                                  |                                                  |                                                  |                                                  |                                                  |                                                  |                                                  |                                                  |                                                  |                                                  |                                                  |  |   |           |       |       |
|                 |                                                  |                                                  |                                                  |                                                  |                                                  | 1                                                | Växjö Lakers                                     | 2                                                |                                                  |                                                  |                                                  |                                                  |                                                  |  |   |           |       |       |
|                 |                                                  |                                                  |                                                  |                                                  |                                                  | 8                                                | Malmö Redhawks                                   | 4                                                |                                                  |                                                  |                                                  |                                                  |                                                  |  |   |           |       |       |
|                 | 7                                                | Färjestad BK                                     | 2                                                |                                                  |                                                  | 8                                                | Malmö Redhawks                                   | 4                                                |                                                  | 2                                                | HV71                                             | 4                                                |                                                  |  |   |           |       |       |
|                 | 7                                                | Färjestad BK                                     | 2                                                |                                                  |                                                  |                                                  |                                                  |                                                  |                                                  | 2                                                | HV71                                             | 4                                                |                                                  |  |   |           |       |       |
|                 | 10                                               | Djurgårdens IF                                   | 1                                                |                                                  |                                                  |                                                  | 8                                                | Malmö Redhawks                                   | 1                                                |                                                  |                                                  |                                                  |                                                  |  |   |           |       |       |
|                 | 10                                               | Djurgårdens IF                                   | 1                                                | 2                                                | HV71                                             | 4                                                | 8                                                | Malmö Redhawks                                   | 1                                                |                                                  |                                                  |                                                  |                                                  |  |   |           |       |       |
|                 |                                                  |                                                  |                                                  |                                                  |                                                  | 4                                                |                                                  |                                                  |                                                  |                                                  |                                                  |                                                  |                                                  |  |   |           |       |       |
|                 |                                                  |                                                  |                                                  |                                                  |                                                  | 7                                                | Färjestad BK                                     | 0                                                |                                                  |                                                  |                                                  |                                                  |                                                  |  |   |           |       |       |
|                 | (Lagen omseedas efter första och andra omgången) | (Lagen omseedas efter första och andra omgången) | (Lagen omseedas efter första och andra omgången) | (Lagen omseedas efter första och andra omgången) | (Lagen omseedas efter första och andra omgången) | (Lagen omseedas efter första och andra omgången) | (Lagen omseedas efter första och andra omgången) | (Lagen omseedas efter första och andra omgången) | (Lagen omseedas efter första och andra omgången) | (Lagen omseedas efter första och andra omgången) | (Lagen omseedas efter första och andra omgången) | (Lagen omseedas efter första och andra omgången) | (Lagen omseedas efter första och andra omgången) |  | 2 | HV71      | 4     |       |
|                 |                                                  |                                                  |                                                  |                                                  |                                                  | (Lagen omseedas efter första och andra omgången) | (Lagen omseedas efter första och andra omgången) | (Lagen omseedas efter första och andra omgången) | (Lagen omseedas efter första och andra omgången) | (Lagen omseedas efter första och andra omgången) | (Lagen omseedas efter första och andra omgången) | (Lagen omseedas efter första och andra omgången) | (Lagen omseedas efter första och andra omgången) |  | 5 | Brynäs IF | 3     |       |
|                 |                                                  |                                                  |                                                  |                                                  |                                                  | 3                                                | Frölunda HC                                      | 4                                                |                                                  |                                                  |                                                  |                                                  |                                                  |  |   |           |       |       |
|                 |                                                  |                                                  |                                                  |                                                  |                                                  | 6                                                | Skellefteå AIK                                   | 3                                                |                                                  |                                                  |                                                  |                                                  |                                                  |  |   |           |       |       |
|                 | 8                                                | Malmö Redhawks                                   | 2                                                |                                                  |                                                  | 6                                                | Skellefteå AIK                                   | 3                                                |                                                  | 3                                                | Frölunda HC                                      | 3                                                |                                                  |  |   |           |       |       |
|                 | 8                                                | Malmö Redhawks                                   | 2                                                |                                                  |                                                  |                                                  |                                                  |                                                  |                                                  | 3                                                | Frölunda HC                                      | 3                                                |                                                  |  |   |           |       |       |
|                 | 9                                                | Luleå HF                                         | 0                                                |                                                  |                                                  |                                                  | 5                                                | Brynäs IF                                        | 4                                                |                                                  |                                                  |                                                  |                                                  |  |   |           |       |       |
|                 | 9                                                | Luleå HF                                         | 0                                                | 4                                                | Linköpings HC                                    | 2                                                | 5                                                | Brynäs IF                                        | 4                                                |                                                  |                                                  |                                                  |                                                  |  |   |           |       |       |
|                 |                                                  |                                                  |                                                  |                                                  |                                                  | 2                                                |                                                  |                                                  |                                                  |                                                  |                                                  |                                                  |                                                  |  |   |           |       |       |
|                 |                                                  |                                                  |                                                  |                                                  |                                                  | 5                                                | Brynäs IF                                        | 4                                                |                                                  |                                                  |                                                  |                                                  |                                                  |  |   |           |       |       |
| Tabellplacering |                                                  |                                                  |                                                  |                                                  |                                                  |                                                  |                                                  |                                                  |                                                  |                                                  |                                                  |                                                  |                                                  |  |   |           |       |       |

### Åttondelsfinaler
I åttondelsfinal 1 mötte laget på 7:e plats laget på 10:e plats. I åttondelsfinal 2 mötte laget på 8:e plats laget på 9:e plats. Åttondelsfinalerna spelades i bäst av tre matcher. Vinnaren i respektive åttondelsfinal gick vidare till kvartsfinal.
Färjestad BK–Djurgårdens IF
| 1.3         | 11 mars 2017 | Färjestad BK                                                                                     | 4–1                     | Djurgårdens IF          | Löfbergs Arena                                                                                              | |
| 15:15 UTC+1 | 15:15 UTC+1  | (0–0, 1–1, 3–0) Rapport                                                                          | (0–0, 1–1, 3–0) Rapport | (0–0, 1–1, 3–0) Rapport | Karlstad Publik: 5 552 Domare: Huvuddomare Tobias Björk Linus Öhlund Linjedomare Örjan Åhlén Emil Wernström | Karlstad Publik: 5 552 Domare: Huvuddomare Tobias Björk Linus Öhlund Linjedomare Örjan Åhlén Emil Wernström |
| 15:15 UTC+1 | 15:15 UTC+1  | Magnus Nygren (25:49) Mikael Wikstrand (44:13) Alexander Johansson (55:17) Magnus Nygren (58:02) | Mål                     | (38:10) Niclas Bergfors | Karlstad Publik: 5 552 Domare: Huvuddomare Tobias Björk Linus Öhlund Linjedomare Örjan Åhlén Emil Wernström | Karlstad Publik: 5 552 Domare: Huvuddomare Tobias Björk Linus Öhlund Linjedomare Örjan Åhlén Emil Wernström |
| 15:15 UTC+1 | 15:15 UTC+1  |                                                                                                  |                         |                         | Karlstad Publik: 5 552 Domare: Huvuddomare Tobias Björk Linus Öhlund Linjedomare Örjan Åhlén Emil Wernström | Karlstad Publik: 5 552 Domare: Huvuddomare Tobias Björk Linus Öhlund Linjedomare Örjan Åhlén Emil Wernström |
| 15:15 UTC+1 | 15:15 UTC+1  |                                                                                                  |                         |                         | Karlstad Publik: 5 552 Domare: Huvuddomare Tobias Björk Linus Öhlund Linjedomare Örjan Åhlén Emil Wernström | Karlstad Publik: 5 552 Domare: Huvuddomare Tobias Björk Linus Öhlund Linjedomare Örjan Åhlén Emil Wernström |
| 15:15 UTC+1 | 15:15 UTC+1  |                                                                                                  |                         |                         | Karlstad Publik: 5 552 Domare: Huvuddomare Tobias Björk Linus Öhlund Linjedomare Örjan Åhlén Emil Wernström | Karlstad Publik: 5 552 Domare: Huvuddomare Tobias Björk Linus Öhlund Linjedomare Örjan Åhlén Emil Wernström |
| 15:15 UTC+1 | 15:15 UTC+1  |                                                                                                  |                         |                         | Karlstad Publik: 5 552 Domare: Huvuddomare Tobias Björk Linus Öhlund Linjedomare Örjan Åhlén Emil Wernström | Karlstad Publik: 5 552 Domare: Huvuddomare Tobias Björk Linus Öhlund Linjedomare Örjan Åhlén Emil Wernström |

| 2.3         | 13 mars 2017 | Djurgårdens IF                                                                                        | 000 4–3 (SD)                 | Färjestad BK                                                                               | Hovet | |
| 19:00 UTC+1 | 19:00 UTC+1  | (2–1, 1–2, 0–0, 1–0) Rapport                                                                          | (2–1, 1–2, 0–0, 1–0) Rapport | (2–1, 1–2, 0–0, 1–0) Rapport                                                               | Stockholm Publik: 8 094 Domare: Huvuddomare Mikael Nord Patrik Sjöberg Linjedomare Jimmy Dahmén Daniel Persson | Stockholm Publik: 8 094 Domare: Huvuddomare Mikael Nord Patrik Sjöberg Linjedomare Jimmy Dahmén Daniel Persson |
| 19:00 UTC+1 | 19:00 UTC+1  | Markus Ljungh (08:29) (PP1) Patrik Lundh (12:03) (PP1) Linus Johansson (39:28) Gustav Possler (65:31) | Mål                          | (13:07) (PP1) Milan Gulas (26:15) (BP1) Alexander Johansson (34:33) (PP1) Joel Eriksson Ek | Stockholm Publik: 8 094 Domare: Huvuddomare Mikael Nord Patrik Sjöberg Linjedomare Jimmy Dahmén Daniel Persson | Stockholm Publik: 8 094 Domare: Huvuddomare Mikael Nord Patrik Sjöberg Linjedomare Jimmy Dahmén Daniel Persson |
| 19:00 UTC+1 | 19:00 UTC+1  | |                              |                                                                                            | Stockholm Publik: 8 094 Domare: Huvuddomare Mikael Nord Patrik Sjöberg Linjedomare Jimmy Dahmén Daniel Persson | Stockholm Publik: 8 094 Domare: Huvuddomare Mikael Nord Patrik Sjöberg Linjedomare Jimmy Dahmén Daniel Persson |
| 19:00 UTC+1 | 19:00 UTC+1  | |                              |                                                                                            | Stockholm Publik: 8 094 Domare: Huvuddomare Mikael Nord Patrik Sjöberg Linjedomare Jimmy Dahmén Daniel Persson | Stockholm Publik: 8 094 Domare: Huvuddomare Mikael Nord Patrik Sjöberg Linjedomare Jimmy Dahmén Daniel Persson |
| 19:00 UTC+1 | 19:00 UTC+1  | |                              |                                                                                            | Stockholm Publik: 8 094 Domare: Huvuddomare Mikael Nord Patrik Sjöberg Linjedomare Jimmy Dahmén Daniel Persson | Stockholm Publik: 8 094 Domare: Huvuddomare Mikael Nord Patrik Sjöberg Linjedomare Jimmy Dahmén Daniel Persson |
| 19:00 UTC+1 | 19:00 UTC+1  | |                              |                                                                                            | Stockholm Publik: 8 094 Domare: Huvuddomare Mikael Nord Patrik Sjöberg Linjedomare Jimmy Dahmén Daniel Persson | Stockholm Publik: 8 094 Domare: Huvuddomare Mikael Nord Patrik Sjöberg Linjedomare Jimmy Dahmén Daniel Persson |

| 3.3         | 15 mars 2017 | Färjestad BK | 5–3                     | Djurgårdens IF                                                          | Löfbergs Arena | |
| 19:00 UTC+1 | 19:00 UTC+1  | (0–1, 1–1, 4–1) Rapport                                                                                                 | (0–1, 1–1, 4–1) Rapport | (0–1, 1–1, 4–1) Rapport                                                 | Karlstad Publik: 7 142 Domare: Huvuddomare Mikael Nord Patrik Sjöberg Linjedomare Tobias Haster Andreas Malmqvist | Karlstad Publik: 7 142 Domare: Huvuddomare Mikael Nord Patrik Sjöberg Linjedomare Tobias Haster Andreas Malmqvist |
| 19:00 UTC+1 | 19:00 UTC+1  | Joel Eriksson Ek (25:05) (PP1) Mikael Wikstrand (40:50) Milan Gulas (51:00) Per Åslund (58:10) Joel Eriksson Ek (59:26) | Mål                     | (14:04) Niclas Bergfors (38:40) Henrik Eriksson (58:51) Niclas Bergfors | Karlstad Publik: 7 142 Domare: Huvuddomare Mikael Nord Patrik Sjöberg Linjedomare Tobias Haster Andreas Malmqvist | Karlstad Publik: 7 142 Domare: Huvuddomare Mikael Nord Patrik Sjöberg Linjedomare Tobias Haster Andreas Malmqvist |
| 19:00 UTC+1 | 19:00 UTC+1  | |                         |                                                                         | Karlstad Publik: 7 142 Domare: Huvuddomare Mikael Nord Patrik Sjöberg Linjedomare Tobias Haster Andreas Malmqvist | Karlstad Publik: 7 142 Domare: Huvuddomare Mikael Nord Patrik Sjöberg Linjedomare Tobias Haster Andreas Malmqvist |
| 19:00 UTC+1 | 19:00 UTC+1  | |                         |                                                                         | Karlstad Publik: 7 142 Domare: Huvuddomare Mikael Nord Patrik Sjöberg Linjedomare Tobias Haster Andreas Malmqvist | Karlstad Publik: 7 142 Domare: Huvuddomare Mikael Nord Patrik Sjöberg Linjedomare Tobias Haster Andreas Malmqvist |
| 19:00 UTC+1 | 19:00 UTC+1  | |                         |                                                                         | Karlstad Publik: 7 142 Domare: Huvuddomare Mikael Nord Patrik Sjöberg Linjedomare Tobias Haster Andreas Malmqvist | Karlstad Publik: 7 142 Domare: Huvuddomare Mikael Nord Patrik Sjöberg Linjedomare Tobias Haster Andreas Malmqvist |
| 19:00 UTC+1 | 19:00 UTC+1  | |                         |                                                                         | Karlstad Publik: 7 142 Domare: Huvuddomare Mikael Nord Patrik Sjöberg Linjedomare Tobias Haster Andreas Malmqvist | Karlstad Publik: 7 142 Domare: Huvuddomare Mikael Nord Patrik Sjöberg Linjedomare Tobias Haster Andreas Malmqvist |

Malmö Redhawks–Luleå HF
| 1.3         | 11 mars 2017 | Malmö Redhawks | 6–1                     | Luleå HF                | Malmö Arena | |
| 18:00 UTC+1 | 18:00 UTC+1  | (3–1, 2–0, 1–0) Rapport | (3–1, 2–0, 1–0) Rapport | (3–1, 2–0, 1–0) Rapport | Malmö Publik: 5 510 Domare: Huvuddomare Morgan Johansson Sören Persson Linjedomare Henrik Pihlblad Alexander Waldejer | Malmö Publik: 5 510 Domare: Huvuddomare Morgan Johansson Sören Persson Linjedomare Henrik Pihlblad Alexander Waldejer |
| 18:00 UTC+1 | 18:00 UTC+1  | Rhett Rakhshani (03:36) Mathias Tjärnqvist (10:42) Frederik Storm (13:28) Nichlas Hardt (24:00) Andreas Thuresson (30:36) Rhett Rakhshani (52:59) (PP1) | Mål                     | (08:50) Jacob Lagacé    | Malmö Publik: 5 510 Domare: Huvuddomare Morgan Johansson Sören Persson Linjedomare Henrik Pihlblad Alexander Waldejer | Malmö Publik: 5 510 Domare: Huvuddomare Morgan Johansson Sören Persson Linjedomare Henrik Pihlblad Alexander Waldejer |
| 18:00 UTC+1 | 18:00 UTC+1  | |                         |                         | Malmö Publik: 5 510 Domare: Huvuddomare Morgan Johansson Sören Persson Linjedomare Henrik Pihlblad Alexander Waldejer | Malmö Publik: 5 510 Domare: Huvuddomare Morgan Johansson Sören Persson Linjedomare Henrik Pihlblad Alexander Waldejer |
| 18:00 UTC+1 | 18:00 UTC+1  | |                         |                         | Malmö Publik: 5 510 Domare: Huvuddomare Morgan Johansson Sören Persson Linjedomare Henrik Pihlblad Alexander Waldejer | Malmö Publik: 5 510 Domare: Huvuddomare Morgan Johansson Sören Persson Linjedomare Henrik Pihlblad Alexander Waldejer |
| 18:00 UTC+1 | 18:00 UTC+1  | |                         |                         | Malmö Publik: 5 510 Domare: Huvuddomare Morgan Johansson Sören Persson Linjedomare Henrik Pihlblad Alexander Waldejer | Malmö Publik: 5 510 Domare: Huvuddomare Morgan Johansson Sören Persson Linjedomare Henrik Pihlblad Alexander Waldejer |
| 18:00 UTC+1 | 18:00 UTC+1  | |                         |                         | Malmö Publik: 5 510 Domare: Huvuddomare Morgan Johansson Sören Persson Linjedomare Henrik Pihlblad Alexander Waldejer | Malmö Publik: 5 510 Domare: Huvuddomare Morgan Johansson Sören Persson Linjedomare Henrik Pihlblad Alexander Waldejer |

| 2.3         | 13 mars 2017 | Luleå HF                                                                                             | 4–5                     | Malmö Redhawks | Coop Norrbotten Arena                                                                                           | |
| 19:00 UTC+1 | 19:00 UTC+1  | (2–2, 1–1, 1–2) Rapport                                                                              | (2–2, 1–1, 1–2) Rapport | (2–2, 1–1, 1–2) Rapport                                                                                                | Luleå Publik: 4 459 Domare: Huvuddomare Mikael Sjöqvist Wolmer Edqvist Linjedomare Johannes Käck Emil Yletyinen | Luleå Publik: 4 459 Domare: Huvuddomare Mikael Sjöqvist Wolmer Edqvist Linjedomare Johannes Käck Emil Yletyinen |
| 19:00 UTC+1 | 19:00 UTC+1  | Craig Schira (11:51) Petter Emanuelsson (15:56) (PP1) Petter Emanuelsson (21:06) Bill Sweatt (53:09) | Mål                     | (07:53) Jens Olsson (10:04) Nichlas Hardt (28:41) Nils Andersson (46:03) (BP1) Fredrik Händemark (59:23) Robin Álvarez | Luleå Publik: 4 459 Domare: Huvuddomare Mikael Sjöqvist Wolmer Edqvist Linjedomare Johannes Käck Emil Yletyinen | Luleå Publik: 4 459 Domare: Huvuddomare Mikael Sjöqvist Wolmer Edqvist Linjedomare Johannes Käck Emil Yletyinen |
| 19:00 UTC+1 | 19:00 UTC+1  | |                         | | Luleå Publik: 4 459 Domare: Huvuddomare Mikael Sjöqvist Wolmer Edqvist Linjedomare Johannes Käck Emil Yletyinen | Luleå Publik: 4 459 Domare: Huvuddomare Mikael Sjöqvist Wolmer Edqvist Linjedomare Johannes Käck Emil Yletyinen |
| 19:00 UTC+1 | 19:00 UTC+1  | |                         | | Luleå Publik: 4 459 Domare: Huvuddomare Mikael Sjöqvist Wolmer Edqvist Linjedomare Johannes Käck Emil Yletyinen | Luleå Publik: 4 459 Domare: Huvuddomare Mikael Sjöqvist Wolmer Edqvist Linjedomare Johannes Käck Emil Yletyinen |
| 19:00 UTC+1 | 19:00 UTC+1  | |                         | | Luleå Publik: 4 459 Domare: Huvuddomare Mikael Sjöqvist Wolmer Edqvist Linjedomare Johannes Käck Emil Yletyinen | Luleå Publik: 4 459 Domare: Huvuddomare Mikael Sjöqvist Wolmer Edqvist Linjedomare Johannes Käck Emil Yletyinen |
| 19:00 UTC+1 | 19:00 UTC+1  | |                         | | Luleå Publik: 4 459 Domare: Huvuddomare Mikael Sjöqvist Wolmer Edqvist Linjedomare Johannes Käck Emil Yletyinen | Luleå Publik: 4 459 Domare: Huvuddomare Mikael Sjöqvist Wolmer Edqvist Linjedomare Johannes Käck Emil Yletyinen |

### Kvartsfinaler
Växjö Lakers–Malmö Redhawks
| 1.7         | 17 mars 2017 | Växjö Lakers                   | 000 1–2 (SD)                 | Malmö Redhawks                                    | Vida Arena | |
| 19:00 UTC+1 | 19:00 UTC+1  | (0–0, 0–1, 1–0, 0–1) Rapport   | (0–0, 0–1, 1–0, 0–1) Rapport | (0–0, 0–1, 1–0, 0–1) Rapport                      | Växjö Publik: 5 027 Domare: Huvuddomare Linus Öhlund Daniel Winge Linjedomare Henrik Pihlblad Alexander Waldejer | Växjö Publik: 5 027 Domare: Huvuddomare Linus Öhlund Daniel Winge Linjedomare Henrik Pihlblad Alexander Waldejer |
| 19:00 UTC+1 | 19:00 UTC+1  | Tuomas Kiiskinen (59:50) (PP1) | Mål                          | (29:16) Robin Álvarez (76:51) (PP1) Nichlas Hardt | Växjö Publik: 5 027 Domare: Huvuddomare Linus Öhlund Daniel Winge Linjedomare Henrik Pihlblad Alexander Waldejer | Växjö Publik: 5 027 Domare: Huvuddomare Linus Öhlund Daniel Winge Linjedomare Henrik Pihlblad Alexander Waldejer |
| 19:00 UTC+1 | 19:00 UTC+1  |                                |                              |                                                   | Växjö Publik: 5 027 Domare: Huvuddomare Linus Öhlund Daniel Winge Linjedomare Henrik Pihlblad Alexander Waldejer | Växjö Publik: 5 027 Domare: Huvuddomare Linus Öhlund Daniel Winge Linjedomare Henrik Pihlblad Alexander Waldejer |
| 19:00 UTC+1 | 19:00 UTC+1  |                                |                              |                                                   | Växjö Publik: 5 027 Domare: Huvuddomare Linus Öhlund Daniel Winge Linjedomare Henrik Pihlblad Alexander Waldejer | Växjö Publik: 5 027 Domare: Huvuddomare Linus Öhlund Daniel Winge Linjedomare Henrik Pihlblad Alexander Waldejer |
| 19:00 UTC+1 | 19:00 UTC+1  |                                |                              |                                                   | Växjö Publik: 5 027 Domare: Huvuddomare Linus Öhlund Daniel Winge Linjedomare Henrik Pihlblad Alexander Waldejer | Växjö Publik: 5 027 Domare: Huvuddomare Linus Öhlund Daniel Winge Linjedomare Henrik Pihlblad Alexander Waldejer |
| 19:00 UTC+1 | 19:00 UTC+1  |                                |                              |                                                   | Växjö Publik: 5 027 Domare: Huvuddomare Linus Öhlund Daniel Winge Linjedomare Henrik Pihlblad Alexander Waldejer | Växjö Publik: 5 027 Domare: Huvuddomare Linus Öhlund Daniel Winge Linjedomare Henrik Pihlblad Alexander Waldejer |

| 2.7         | 19 mars 2017 | Malmö Redhawks                                          | 000 2–3 (SD)                 | Växjö Lakers                                                                 | Malmö Arena | |
| 16:00 UTC+1 | 16:00 UTC+1  | (1–0, 1–2, 0–0, 0–1) Rapport                            | (1–0, 1–2, 0–0, 0–1) Rapport | (1–0, 1–2, 0–0, 0–1) Rapport                                                 | Malmö Publik: 9 243 Domare: Huvuddomare Tobias Björk Daniel Winge Linjedomare Ludvig Lundgren Alexander Waldejer | Malmö Publik: 9 243 Domare: Huvuddomare Tobias Björk Daniel Winge Linjedomare Ludvig Lundgren Alexander Waldejer |
| 16:00 UTC+1 | 16:00 UTC+1  | Rhett Rakhshani (09:39) Andreas Thuresson (25:21) (PP1) | Mål                          | (28:54) Emil Pettersson (38:59) Erik Josefsson (62:17) (PP1) Emil Pettersson | Malmö Publik: 9 243 Domare: Huvuddomare Tobias Björk Daniel Winge Linjedomare Ludvig Lundgren Alexander Waldejer | Malmö Publik: 9 243 Domare: Huvuddomare Tobias Björk Daniel Winge Linjedomare Ludvig Lundgren Alexander Waldejer |
| 16:00 UTC+1 | 16:00 UTC+1  |                                                         |                              |                                                                              | Malmö Publik: 9 243 Domare: Huvuddomare Tobias Björk Daniel Winge Linjedomare Ludvig Lundgren Alexander Waldejer | Malmö Publik: 9 243 Domare: Huvuddomare Tobias Björk Daniel Winge Linjedomare Ludvig Lundgren Alexander Waldejer |
| 16:00 UTC+1 | 16:00 UTC+1  |                                                         |                              |                                                                              | Malmö Publik: 9 243 Domare: Huvuddomare Tobias Björk Daniel Winge Linjedomare Ludvig Lundgren Alexander Waldejer | Malmö Publik: 9 243 Domare: Huvuddomare Tobias Björk Daniel Winge Linjedomare Ludvig Lundgren Alexander Waldejer |
| 16:00 UTC+1 | 16:00 UTC+1  |                                                         |                              |                                                                              | Malmö Publik: 9 243 Domare: Huvuddomare Tobias Björk Daniel Winge Linjedomare Ludvig Lundgren Alexander Waldejer | Malmö Publik: 9 243 Domare: Huvuddomare Tobias Björk Daniel Winge Linjedomare Ludvig Lundgren Alexander Waldejer |
| 16:00 UTC+1 | 16:00 UTC+1  |                                                         |                              |                                                                              | Malmö Publik: 9 243 Domare: Huvuddomare Tobias Björk Daniel Winge Linjedomare Ludvig Lundgren Alexander Waldejer | Malmö Publik: 9 243 Domare: Huvuddomare Tobias Björk Daniel Winge Linjedomare Ludvig Lundgren Alexander Waldejer |

| 3.7         | 21 mars 2017 | Växjö Lakers                                                     | 3–4                     | Malmö Redhawks                                                                                                 | Vida Arena                                                                                                 | |
| 19:00 UTC+1 | 19:00 UTC+1  | (0–1, 1–2, 2–1) Rapport                                          | (0–1, 1–2, 2–1) Rapport | (0–1, 1–2, 2–1) Rapport                                                                                        | Växjö Publik: 0 Domare: Huvuddomare Tobias Björk Linus Öhlund Linjedomare Emil Wernström Andreas Malmqvist | Växjö Publik: 0 Domare: Huvuddomare Tobias Björk Linus Öhlund Linjedomare Emil Wernström Andreas Malmqvist |
| 19:00 UTC+1 | 19:00 UTC+1  | Linus Fröberg (21:35) Josh Hennessy (41:34) Robert Rosén (59:32) | Mål                     | (18:51) Frederik Storm (25:31) (PP2) Ilari Filppula (39:32) Christoffer Forsberg (49:11) (PP1) Rhett Rakhshani | Växjö Publik: 0 Domare: Huvuddomare Tobias Björk Linus Öhlund Linjedomare Emil Wernström Andreas Malmqvist | Växjö Publik: 0 Domare: Huvuddomare Tobias Björk Linus Öhlund Linjedomare Emil Wernström Andreas Malmqvist |
| 19:00 UTC+1 | 19:00 UTC+1  |                                                                  |                         | | Växjö Publik: 0 Domare: Huvuddomare Tobias Björk Linus Öhlund Linjedomare Emil Wernström Andreas Malmqvist | Växjö Publik: 0 Domare: Huvuddomare Tobias Björk Linus Öhlund Linjedomare Emil Wernström Andreas Malmqvist |
| 19:00 UTC+1 | 19:00 UTC+1  |                                                                  |                         | | Växjö Publik: 0 Domare: Huvuddomare Tobias Björk Linus Öhlund Linjedomare Emil Wernström Andreas Malmqvist | Växjö Publik: 0 Domare: Huvuddomare Tobias Björk Linus Öhlund Linjedomare Emil Wernström Andreas Malmqvist |
| 19:00 UTC+1 | 19:00 UTC+1  |                                                                  |                         | | Växjö Publik: 0 Domare: Huvuddomare Tobias Björk Linus Öhlund Linjedomare Emil Wernström Andreas Malmqvist | Växjö Publik: 0 Domare: Huvuddomare Tobias Björk Linus Öhlund Linjedomare Emil Wernström Andreas Malmqvist |
| 19:00 UTC+1 | 19:00 UTC+1  |                                                                  |                         | | Växjö Publik: 0 Domare: Huvuddomare Tobias Björk Linus Öhlund Linjedomare Emil Wernström Andreas Malmqvist | Växjö Publik: 0 Domare: Huvuddomare Tobias Björk Linus Öhlund Linjedomare Emil Wernström Andreas Malmqvist |

| 4.7         | 23 mars 2017 | Malmö Redhawks                                                                                          | 000 4–3 (SD)                 | Växjö Lakers                                                          | Malmö Arena | |
| 19:00 UTC+1 | 19:00 UTC+1  | (0–2, 0–1, 3–0, 1–0) Rapport                                                                            | (0–2, 0–1, 3–0, 1–0) Rapport | (0–2, 0–1, 3–0, 1–0) Rapport                                          | Malmö Publik: 9 209 Domare: Huvuddomare Linus Öhlund Daniel Winge Linjedomare Tobias Haster Alexander Waldejer | Malmö Publik: 9 209 Domare: Huvuddomare Linus Öhlund Daniel Winge Linjedomare Tobias Haster Alexander Waldejer |
| 19:00 UTC+1 | 19:00 UTC+1  | Frederik Storm (40:27) (PP1) Mathias Tjärnqvist (41:48) Robin Álvarez (43:51) Andreas Thuresson (68:44) | Mål                          | (16:48) Robert Rosén (17:33) Emil Pettersson (28:54) Tuomas Kiiskinen | Malmö Publik: 9 209 Domare: Huvuddomare Linus Öhlund Daniel Winge Linjedomare Tobias Haster Alexander Waldejer | Malmö Publik: 9 209 Domare: Huvuddomare Linus Öhlund Daniel Winge Linjedomare Tobias Haster Alexander Waldejer |
| 19:00 UTC+1 | 19:00 UTC+1  | |                              |                                                                       | Malmö Publik: 9 209 Domare: Huvuddomare Linus Öhlund Daniel Winge Linjedomare Tobias Haster Alexander Waldejer | Malmö Publik: 9 209 Domare: Huvuddomare Linus Öhlund Daniel Winge Linjedomare Tobias Haster Alexander Waldejer |
| 19:00 UTC+1 | 19:00 UTC+1  | |                              |                                                                       | Malmö Publik: 9 209 Domare: Huvuddomare Linus Öhlund Daniel Winge Linjedomare Tobias Haster Alexander Waldejer | Malmö Publik: 9 209 Domare: Huvuddomare Linus Öhlund Daniel Winge Linjedomare Tobias Haster Alexander Waldejer |
| 19:00 UTC+1 | 19:00 UTC+1  | |                              |                                                                       | Malmö Publik: 9 209 Domare: Huvuddomare Linus Öhlund Daniel Winge Linjedomare Tobias Haster Alexander Waldejer | Malmö Publik: 9 209 Domare: Huvuddomare Linus Öhlund Daniel Winge Linjedomare Tobias Haster Alexander Waldejer |
| 19:00 UTC+1 | 19:00 UTC+1  | |                              |                                                                       | Malmö Publik: 9 209 Domare: Huvuddomare Linus Öhlund Daniel Winge Linjedomare Tobias Haster Alexander Waldejer | Malmö Publik: 9 209 Domare: Huvuddomare Linus Öhlund Daniel Winge Linjedomare Tobias Haster Alexander Waldejer |

| 5.7         | 25 mars 2017 | Växjö Lakers                                           | 2–0                     | Malmö Redhawks          | Vida Arena | |
| 15:15 UTC+1 | 15:15 UTC+1  | (0–0, 2–0, 0–0) Rapport                                | (0–0, 2–0, 0–0) Rapport | (0–0, 2–0, 0–0) Rapport | Växjö Publik: 5 414 Domare: Huvuddomare Tobias Björk Linus Öhlund Linjedomare Ludvig Lundgren Alexander Waldejer | Växjö Publik: 5 414 Domare: Huvuddomare Tobias Björk Linus Öhlund Linjedomare Ludvig Lundgren Alexander Waldejer |
| 15:15 UTC+1 | 15:15 UTC+1  | Emil Pettersson (21:13) Tuomas Kiiskinen (36:17) (PP1) | Mål                     |                         | Växjö Publik: 5 414 Domare: Huvuddomare Tobias Björk Linus Öhlund Linjedomare Ludvig Lundgren Alexander Waldejer | Växjö Publik: 5 414 Domare: Huvuddomare Tobias Björk Linus Öhlund Linjedomare Ludvig Lundgren Alexander Waldejer |
| 15:15 UTC+1 | 15:15 UTC+1  |                                                        |                         |                         | Växjö Publik: 5 414 Domare: Huvuddomare Tobias Björk Linus Öhlund Linjedomare Ludvig Lundgren Alexander Waldejer | Växjö Publik: 5 414 Domare: Huvuddomare Tobias Björk Linus Öhlund Linjedomare Ludvig Lundgren Alexander Waldejer |
| 15:15 UTC+1 | 15:15 UTC+1  |                                                        |                         |                         | Växjö Publik: 5 414 Domare: Huvuddomare Tobias Björk Linus Öhlund Linjedomare Ludvig Lundgren Alexander Waldejer | Växjö Publik: 5 414 Domare: Huvuddomare Tobias Björk Linus Öhlund Linjedomare Ludvig Lundgren Alexander Waldejer |
| 15:15 UTC+1 | 15:15 UTC+1  |                                                        |                         |                         | Växjö Publik: 5 414 Domare: Huvuddomare Tobias Björk Linus Öhlund Linjedomare Ludvig Lundgren Alexander Waldejer | Växjö Publik: 5 414 Domare: Huvuddomare Tobias Björk Linus Öhlund Linjedomare Ludvig Lundgren Alexander Waldejer |
| 15:15 UTC+1 | 15:15 UTC+1  |                                                        |                         |                         | Växjö Publik: 5 414 Domare: Huvuddomare Tobias Björk Linus Öhlund Linjedomare Ludvig Lundgren Alexander Waldejer | Växjö Publik: 5 414 Domare: Huvuddomare Tobias Björk Linus Öhlund Linjedomare Ludvig Lundgren Alexander Waldejer |

| 6.7         | 27 mars 2017 | Malmö Redhawks                             | 2–1                     | Växjö Lakers              | Malmö Arena                                                                                                   | |
| 19:00 UTC+2 | 19:00 UTC+2  | (1–0, 0–1, 1–0) Rapport                    | (1–0, 0–1, 1–0) Rapport | (1–0, 0–1, 1–0) Rapport   | Malmö Publik: 9 966 Domare: Huvuddomare Tobias Björk Linus Öhlund Linjedomare Ludvig Lundgren Henrik Pihlblad | Malmö Publik: 9 966 Domare: Huvuddomare Tobias Björk Linus Öhlund Linjedomare Ludvig Lundgren Henrik Pihlblad |
| 19:00 UTC+2 | 19:00 UTC+2  | Noah Welch (16:34) Rhett Rakhshani (48:49) | Mål                     | (30:31) (PP1) Olli Palola | Malmö Publik: 9 966 Domare: Huvuddomare Tobias Björk Linus Öhlund Linjedomare Ludvig Lundgren Henrik Pihlblad | Malmö Publik: 9 966 Domare: Huvuddomare Tobias Björk Linus Öhlund Linjedomare Ludvig Lundgren Henrik Pihlblad |
| 19:00 UTC+2 | 19:00 UTC+2  |                                            |                         |                           | Malmö Publik: 9 966 Domare: Huvuddomare Tobias Björk Linus Öhlund Linjedomare Ludvig Lundgren Henrik Pihlblad | Malmö Publik: 9 966 Domare: Huvuddomare Tobias Björk Linus Öhlund Linjedomare Ludvig Lundgren Henrik Pihlblad |
| 19:00 UTC+2 | 19:00 UTC+2  |                                            |                         |                           | Malmö Publik: 9 966 Domare: Huvuddomare Tobias Björk Linus Öhlund Linjedomare Ludvig Lundgren Henrik Pihlblad | Malmö Publik: 9 966 Domare: Huvuddomare Tobias Björk Linus Öhlund Linjedomare Ludvig Lundgren Henrik Pihlblad |
| 19:00 UTC+2 | 19:00 UTC+2  |                                            |                         |                           | Malmö Publik: 9 966 Domare: Huvuddomare Tobias Björk Linus Öhlund Linjedomare Ludvig Lundgren Henrik Pihlblad | Malmö Publik: 9 966 Domare: Huvuddomare Tobias Björk Linus Öhlund Linjedomare Ludvig Lundgren Henrik Pihlblad |
| 19:00 UTC+2 | 19:00 UTC+2  |                                            |                         |                           | Malmö Publik: 9 966 Domare: Huvuddomare Tobias Björk Linus Öhlund Linjedomare Ludvig Lundgren Henrik Pihlblad | Malmö Publik: 9 966 Domare: Huvuddomare Tobias Björk Linus Öhlund Linjedomare Ludvig Lundgren Henrik Pihlblad |

Frölunda HC–Skellefteå AIK
| 1.7         | 17 mars 2017 | Frölunda HC                                                              | 3–0                     | Skellefteå AIK          | Scandinavium | |
| 19:00 UTC+1 | 19:00 UTC+1  | (0–0, 1–0, 2–0) Rapport                                                  | (0–0, 1–0, 2–0) Rapport | (0–0, 1–0, 2–0) Rapport | Göteborg Publik: 9 753 Domare: Huvuddomare Patrik Sjöberg Aleksi Rantala Linjedomare Tobias Haster Ludvig Lundgren | Göteborg Publik: 9 753 Domare: Huvuddomare Patrik Sjöberg Aleksi Rantala Linjedomare Tobias Haster Ludvig Lundgren |
| 19:00 UTC+1 | 19:00 UTC+1  | Simon Hjalmarsson (39:10) Simon Hjalmarsson (41:12) Nicklas Lasu (58:40) | Mål                     |                         | Göteborg Publik: 9 753 Domare: Huvuddomare Patrik Sjöberg Aleksi Rantala Linjedomare Tobias Haster Ludvig Lundgren | Göteborg Publik: 9 753 Domare: Huvuddomare Patrik Sjöberg Aleksi Rantala Linjedomare Tobias Haster Ludvig Lundgren |
| 19:00 UTC+1 | 19:00 UTC+1  |                                                                          |                         |                         | Göteborg Publik: 9 753 Domare: Huvuddomare Patrik Sjöberg Aleksi Rantala Linjedomare Tobias Haster Ludvig Lundgren | Göteborg Publik: 9 753 Domare: Huvuddomare Patrik Sjöberg Aleksi Rantala Linjedomare Tobias Haster Ludvig Lundgren |
| 19:00 UTC+1 | 19:00 UTC+1  |                                                                          |                         |                         | Göteborg Publik: 9 753 Domare: Huvuddomare Patrik Sjöberg Aleksi Rantala Linjedomare Tobias Haster Ludvig Lundgren | Göteborg Publik: 9 753 Domare: Huvuddomare Patrik Sjöberg Aleksi Rantala Linjedomare Tobias Haster Ludvig Lundgren |
| 19:00 UTC+1 | 19:00 UTC+1  |                                                                          |                         |                         | Göteborg Publik: 9 753 Domare: Huvuddomare Patrik Sjöberg Aleksi Rantala Linjedomare Tobias Haster Ludvig Lundgren | Göteborg Publik: 9 753 Domare: Huvuddomare Patrik Sjöberg Aleksi Rantala Linjedomare Tobias Haster Ludvig Lundgren |
| 19:00 UTC+1 | 19:00 UTC+1  |                                                                          |                         |                         | Göteborg Publik: 9 753 Domare: Huvuddomare Patrik Sjöberg Aleksi Rantala Linjedomare Tobias Haster Ludvig Lundgren | Göteborg Publik: 9 753 Domare: Huvuddomare Patrik Sjöberg Aleksi Rantala Linjedomare Tobias Haster Ludvig Lundgren |

| 2.7         | 19 mars 2017 | Skellefteå AIK                                                                                               | 4–1                     | Frölunda HC             | Skellefteå Kraft Arena                                                                             | |
| 16:00 UTC+1 | 16:00 UTC+1  | (0–1, 2–0, 2–0) Rapport                                                                                      | (0–1, 2–0, 2–0) Rapport | (0–1, 2–0, 2–0) Rapport | Skellefteå Domare: Huvuddomare Mikael Nord Aleksi Rantala Linjedomare Johannes Käck Emil Yletyinen | Skellefteå Domare: Huvuddomare Mikael Nord Aleksi Rantala Linjedomare Johannes Käck Emil Yletyinen |
| 16:00 UTC+1 | 16:00 UTC+1  | Axel Holmström (32:31) (PP1) Andreas Wingerli (34:55) Jesper Olofsson (43:18) (PP1) Joakim Lindström (49:16) | Mål                     | (00:14) Joel Lundqvist  | Skellefteå Domare: Huvuddomare Mikael Nord Aleksi Rantala Linjedomare Johannes Käck Emil Yletyinen | Skellefteå Domare: Huvuddomare Mikael Nord Aleksi Rantala Linjedomare Johannes Käck Emil Yletyinen |
| 16:00 UTC+1 | 16:00 UTC+1  | |                         |                         | Skellefteå Domare: Huvuddomare Mikael Nord Aleksi Rantala Linjedomare Johannes Käck Emil Yletyinen | Skellefteå Domare: Huvuddomare Mikael Nord Aleksi Rantala Linjedomare Johannes Käck Emil Yletyinen |
| 16:00 UTC+1 | 16:00 UTC+1  | |                         |                         | Skellefteå Domare: Huvuddomare Mikael Nord Aleksi Rantala Linjedomare Johannes Käck Emil Yletyinen | Skellefteå Domare: Huvuddomare Mikael Nord Aleksi Rantala Linjedomare Johannes Käck Emil Yletyinen |
| 16:00 UTC+1 | 16:00 UTC+1  | |                         |                         | Skellefteå Domare: Huvuddomare Mikael Nord Aleksi Rantala Linjedomare Johannes Käck Emil Yletyinen | Skellefteå Domare: Huvuddomare Mikael Nord Aleksi Rantala Linjedomare Johannes Käck Emil Yletyinen |
| 16:00 UTC+1 | 16:00 UTC+1  | |                         |                         | Skellefteå Domare: Huvuddomare Mikael Nord Aleksi Rantala Linjedomare Johannes Käck Emil Yletyinen | Skellefteå Domare: Huvuddomare Mikael Nord Aleksi Rantala Linjedomare Johannes Käck Emil Yletyinen |

| 3.7         | 21 mars 2017 | Frölunda HC                                 | 2–3                     | Skellefteå AIK                                                        | Scandinavium | |
| 19:00 UTC+1 | 19:00 UTC+1  | (1–1, 0–2, 1–0) Rapport                     | (1–1, 0–2, 1–0) Rapport | (1–1, 0–2, 1–0) Rapport                                               | Göteborg Publik: 10 225 Domare: Huvuddomare Mikael Nord Patrik Sjöberg Linjedomare Tobias Haster Ludvig Lundgren | Göteborg Publik: 10 225 Domare: Huvuddomare Mikael Nord Patrik Sjöberg Linjedomare Tobias Haster Ludvig Lundgren |
| 19:00 UTC+1 | 19:00 UTC+1  | Jacob Larsson (09:32) Casey Wellman (43:37) | Mål                     | (07:20) Axel Holmström (30:42) Axel Holmström (34:33) Jimmie Ericsson | Göteborg Publik: 10 225 Domare: Huvuddomare Mikael Nord Patrik Sjöberg Linjedomare Tobias Haster Ludvig Lundgren | Göteborg Publik: 10 225 Domare: Huvuddomare Mikael Nord Patrik Sjöberg Linjedomare Tobias Haster Ludvig Lundgren |
| 19:00 UTC+1 | 19:00 UTC+1  |                                             |                         |                                                                       | Göteborg Publik: 10 225 Domare: Huvuddomare Mikael Nord Patrik Sjöberg Linjedomare Tobias Haster Ludvig Lundgren | Göteborg Publik: 10 225 Domare: Huvuddomare Mikael Nord Patrik Sjöberg Linjedomare Tobias Haster Ludvig Lundgren |
| 19:00 UTC+1 | 19:00 UTC+1  |                                             |                         |                                                                       | Göteborg Publik: 10 225 Domare: Huvuddomare Mikael Nord Patrik Sjöberg Linjedomare Tobias Haster Ludvig Lundgren | Göteborg Publik: 10 225 Domare: Huvuddomare Mikael Nord Patrik Sjöberg Linjedomare Tobias Haster Ludvig Lundgren |
| 19:00 UTC+1 | 19:00 UTC+1  |                                             |                         |                                                                       | Göteborg Publik: 10 225 Domare: Huvuddomare Mikael Nord Patrik Sjöberg Linjedomare Tobias Haster Ludvig Lundgren | Göteborg Publik: 10 225 Domare: Huvuddomare Mikael Nord Patrik Sjöberg Linjedomare Tobias Haster Ludvig Lundgren |
| 19:00 UTC+1 | 19:00 UTC+1  |                                             |                         |                                                                       | Göteborg Publik: 10 225 Domare: Huvuddomare Mikael Nord Patrik Sjöberg Linjedomare Tobias Haster Ludvig Lundgren | Göteborg Publik: 10 225 Domare: Huvuddomare Mikael Nord Patrik Sjöberg Linjedomare Tobias Haster Ludvig Lundgren |

| 4.7         | 23 mars 2017 | Skellefteå AIK                                                           | 3–0                     | Frölunda HC             | Skellefteå Kraft Arena                                                                                              | |
| 19:00 UTC+1 | 19:00 UTC+1  | (2–0, 1–0, 0–0) Rapport                                                  | (2–0, 1–0, 0–0) Rapport | (2–0, 1–0, 0–0) Rapport | Skellefteå Publik: 5 801 Domare: Huvuddomare Patrik Sjöberg Aleksi Rantala Linjedomare Johannes Käck Emil Yletyinen | Skellefteå Publik: 5 801 Domare: Huvuddomare Patrik Sjöberg Aleksi Rantala Linjedomare Johannes Käck Emil Yletyinen |
| 19:00 UTC+1 | 19:00 UTC+1  | Oscar Möller (09:51) (PP1) Henrik Hetta (14:31) Mark Katic (25:34) (PP1) | Mål                     |                         | Skellefteå Publik: 5 801 Domare: Huvuddomare Patrik Sjöberg Aleksi Rantala Linjedomare Johannes Käck Emil Yletyinen | Skellefteå Publik: 5 801 Domare: Huvuddomare Patrik Sjöberg Aleksi Rantala Linjedomare Johannes Käck Emil Yletyinen |
| 19:00 UTC+1 | 19:00 UTC+1  |                                                                          |                         |                         | Skellefteå Publik: 5 801 Domare: Huvuddomare Patrik Sjöberg Aleksi Rantala Linjedomare Johannes Käck Emil Yletyinen | Skellefteå Publik: 5 801 Domare: Huvuddomare Patrik Sjöberg Aleksi Rantala Linjedomare Johannes Käck Emil Yletyinen |
| 19:00 UTC+1 | 19:00 UTC+1  |                                                                          |                         |                         | Skellefteå Publik: 5 801 Domare: Huvuddomare Patrik Sjöberg Aleksi Rantala Linjedomare Johannes Käck Emil Yletyinen | Skellefteå Publik: 5 801 Domare: Huvuddomare Patrik Sjöberg Aleksi Rantala Linjedomare Johannes Käck Emil Yletyinen |
| 19:00 UTC+1 | 19:00 UTC+1  |                                                                          |                         |                         | Skellefteå Publik: 5 801 Domare: Huvuddomare Patrik Sjöberg Aleksi Rantala Linjedomare Johannes Käck Emil Yletyinen | Skellefteå Publik: 5 801 Domare: Huvuddomare Patrik Sjöberg Aleksi Rantala Linjedomare Johannes Käck Emil Yletyinen |
| 19:00 UTC+1 | 19:00 UTC+1  |                                                                          |                         |                         | Skellefteå Publik: 5 801 Domare: Huvuddomare Patrik Sjöberg Aleksi Rantala Linjedomare Johannes Käck Emil Yletyinen | Skellefteå Publik: 5 801 Domare: Huvuddomare Patrik Sjöberg Aleksi Rantala Linjedomare Johannes Käck Emil Yletyinen |

| 5.7         | 25 mars 2017 | Frölunda HC                                                                                          | 4–1                     | Skellefteå AIK          | Scandinavium | |
| 18:00 UTC+1 | 18:00 UTC+1  | (1–0, 1–0, 2–1) Rapport                                                                              | (1–0, 1–0, 2–1) Rapport | (1–0, 1–0, 2–1) Rapport | Göteborg Publik: 9 457 Domare: Huvuddomare Mikael Nord Aleksi Rantala Linjedomare Tobias Haster Andreas Malmqvist | Göteborg Publik: 9 457 Domare: Huvuddomare Mikael Nord Aleksi Rantala Linjedomare Tobias Haster Andreas Malmqvist |
| 18:00 UTC+1 | 18:00 UTC+1  | Rasmus Dahlin (16:34) (PP1) Carl Grundström (32:01) Christoffer Ehn (43:19) Henrik Tömmernes (59:49) | Mål                     | (52:41) Bud Holloway    | Göteborg Publik: 9 457 Domare: Huvuddomare Mikael Nord Aleksi Rantala Linjedomare Tobias Haster Andreas Malmqvist | Göteborg Publik: 9 457 Domare: Huvuddomare Mikael Nord Aleksi Rantala Linjedomare Tobias Haster Andreas Malmqvist |
| 18:00 UTC+1 | 18:00 UTC+1  | |                         |                         | Göteborg Publik: 9 457 Domare: Huvuddomare Mikael Nord Aleksi Rantala Linjedomare Tobias Haster Andreas Malmqvist | Göteborg Publik: 9 457 Domare: Huvuddomare Mikael Nord Aleksi Rantala Linjedomare Tobias Haster Andreas Malmqvist |
| 18:00 UTC+1 | 18:00 UTC+1  | |                         |                         | Göteborg Publik: 9 457 Domare: Huvuddomare Mikael Nord Aleksi Rantala Linjedomare Tobias Haster Andreas Malmqvist | Göteborg Publik: 9 457 Domare: Huvuddomare Mikael Nord Aleksi Rantala Linjedomare Tobias Haster Andreas Malmqvist |
| 18:00 UTC+1 | 18:00 UTC+1  | |                         |                         | Göteborg Publik: 9 457 Domare: Huvuddomare Mikael Nord Aleksi Rantala Linjedomare Tobias Haster Andreas Malmqvist | Göteborg Publik: 9 457 Domare: Huvuddomare Mikael Nord Aleksi Rantala Linjedomare Tobias Haster Andreas Malmqvist |
| 18:00 UTC+1 | 18:00 UTC+1  | |                         |                         | Göteborg Publik: 9 457 Domare: Huvuddomare Mikael Nord Aleksi Rantala Linjedomare Tobias Haster Andreas Malmqvist | Göteborg Publik: 9 457 Domare: Huvuddomare Mikael Nord Aleksi Rantala Linjedomare Tobias Haster Andreas Malmqvist |

| 6.7         | 27 mars 2017 | Skellefteå AIK               | 000 1–2 (SD)                 | Frölunda HC                                      | Skellefteå Kraft Arena                                                                                              | |
| 19:00 UTC+2 | 19:00 UTC+2  | (1–1, 0–0, 0–0, 0–1) Rapport | (1–1, 0–0, 0–0, 0–1) Rapport | (1–1, 0–0, 0–0, 0–1) Rapport                     | Skellefteå Publik: 5 132 Domare: Huvuddomare Mikael Nord Patrik Sjöberg Linjedomare Tobias Haster Andreas Malmqvist | Skellefteå Publik: 5 132 Domare: Huvuddomare Mikael Nord Patrik Sjöberg Linjedomare Tobias Haster Andreas Malmqvist |
| 19:00 UTC+2 | 19:00 UTC+2  | (18:52)Pär Lindholm          | Mål                          | (05:28)Victor Olofsson (PP1) (71:58)Nicklas Lasu | Skellefteå Publik: 5 132 Domare: Huvuddomare Mikael Nord Patrik Sjöberg Linjedomare Tobias Haster Andreas Malmqvist | Skellefteå Publik: 5 132 Domare: Huvuddomare Mikael Nord Patrik Sjöberg Linjedomare Tobias Haster Andreas Malmqvist |
| 19:00 UTC+2 | 19:00 UTC+2  |                              |                              |                                                  | Skellefteå Publik: 5 132 Domare: Huvuddomare Mikael Nord Patrik Sjöberg Linjedomare Tobias Haster Andreas Malmqvist | Skellefteå Publik: 5 132 Domare: Huvuddomare Mikael Nord Patrik Sjöberg Linjedomare Tobias Haster Andreas Malmqvist |
| 19:00 UTC+2 | 19:00 UTC+2  |                              |                              |                                                  | Skellefteå Publik: 5 132 Domare: Huvuddomare Mikael Nord Patrik Sjöberg Linjedomare Tobias Haster Andreas Malmqvist | Skellefteå Publik: 5 132 Domare: Huvuddomare Mikael Nord Patrik Sjöberg Linjedomare Tobias Haster Andreas Malmqvist |
| 19:00 UTC+2 | 19:00 UTC+2  |                              |                              |                                                  | Skellefteå Publik: 5 132 Domare: Huvuddomare Mikael Nord Patrik Sjöberg Linjedomare Tobias Haster Andreas Malmqvist | Skellefteå Publik: 5 132 Domare: Huvuddomare Mikael Nord Patrik Sjöberg Linjedomare Tobias Haster Andreas Malmqvist |
| 19:00 UTC+2 | 19:00 UTC+2  |                              |                              |                                                  | Skellefteå Publik: 5 132 Domare: Huvuddomare Mikael Nord Patrik Sjöberg Linjedomare Tobias Haster Andreas Malmqvist | Skellefteå Publik: 5 132 Domare: Huvuddomare Mikael Nord Patrik Sjöberg Linjedomare Tobias Haster Andreas Malmqvist |

| 7.7         | 29 mars 2017 | Frölunda HC                                                                | 000 3–2 (SD)                 | Skellefteå AIK                                          | Scandinavium | |
| 19:00 UTC+2 | 19:00 UTC+2  | (1–0, 0–2, 1–0, 1–0) Rapport                                               | (1–0, 0–2, 1–0, 1–0) Rapport | (1–0, 0–2, 1–0, 1–0) Rapport                            | Göteborg Publik: 12 044 Domare: Huvuddomare Mikael Nord Patrik Sjöberg Linjedomare Tobias Haster Andreas Malmqvist | Göteborg Publik: 12 044 Domare: Huvuddomare Mikael Nord Patrik Sjöberg Linjedomare Tobias Haster Andreas Malmqvist |
| 19:00 UTC+2 | 19:00 UTC+2  | Simon Hjalmarsson (02:30) Jonathan Sigalet (44:40) Victor Olofsson (69:52) | Mål                          | (28:45) (PP1) Joakim Lindström (34:21) Andreas Wingerli | Göteborg Publik: 12 044 Domare: Huvuddomare Mikael Nord Patrik Sjöberg Linjedomare Tobias Haster Andreas Malmqvist | Göteborg Publik: 12 044 Domare: Huvuddomare Mikael Nord Patrik Sjöberg Linjedomare Tobias Haster Andreas Malmqvist |
| 19:00 UTC+2 | 19:00 UTC+2  |                                                                            |                              |                                                         | Göteborg Publik: 12 044 Domare: Huvuddomare Mikael Nord Patrik Sjöberg Linjedomare Tobias Haster Andreas Malmqvist | Göteborg Publik: 12 044 Domare: Huvuddomare Mikael Nord Patrik Sjöberg Linjedomare Tobias Haster Andreas Malmqvist |
| 19:00 UTC+2 | 19:00 UTC+2  |                                                                            |                              |                                                         | Göteborg Publik: 12 044 Domare: Huvuddomare Mikael Nord Patrik Sjöberg Linjedomare Tobias Haster Andreas Malmqvist | Göteborg Publik: 12 044 Domare: Huvuddomare Mikael Nord Patrik Sjöberg Linjedomare Tobias Haster Andreas Malmqvist |
| 19:00 UTC+2 | 19:00 UTC+2  |                                                                            |                              |                                                         | Göteborg Publik: 12 044 Domare: Huvuddomare Mikael Nord Patrik Sjöberg Linjedomare Tobias Haster Andreas Malmqvist | Göteborg Publik: 12 044 Domare: Huvuddomare Mikael Nord Patrik Sjöberg Linjedomare Tobias Haster Andreas Malmqvist |
| 19:00 UTC+2 | 19:00 UTC+2  |                                                                            |                              |                                                         | Göteborg Publik: 12 044 Domare: Huvuddomare Mikael Nord Patrik Sjöberg Linjedomare Tobias Haster Andreas Malmqvist | Göteborg Publik: 12 044 Domare: Huvuddomare Mikael Nord Patrik Sjöberg Linjedomare Tobias Haster Andreas Malmqvist |

HV71–Färjestad BK
| 1.7         | 18 mars 2017 | HV71                                                               | 3–1                     | Färjestad BK            | Kinnarps Arena | |
| 15:15 UTC+1 | 15:15 UTC+1  | (1–1, 0–0, 2–0) Rapport                                            | (1–1, 0–0, 2–0) Rapport | (1–1, 0–0, 2–0) Rapport | Jönköping Publik: 6 796 Domare: Huvuddomare Mikael Holm Marcus Linde Linjedomare Simon Hillborg Andreas Malmqvist | Jönköping Publik: 6 796 Domare: Huvuddomare Mikael Holm Marcus Linde Linjedomare Simon Hillborg Andreas Malmqvist |
| 15:15 UTC+1 | 15:15 UTC+1  | Filip Sandberg (18:27) David Ullström (56:48) Simon Önerud (59:06) | Mål                     | (01:29) Marcus Nilsson  | Jönköping Publik: 6 796 Domare: Huvuddomare Mikael Holm Marcus Linde Linjedomare Simon Hillborg Andreas Malmqvist | Jönköping Publik: 6 796 Domare: Huvuddomare Mikael Holm Marcus Linde Linjedomare Simon Hillborg Andreas Malmqvist |
| 15:15 UTC+1 | 15:15 UTC+1  |                                                                    |                         |                         | Jönköping Publik: 6 796 Domare: Huvuddomare Mikael Holm Marcus Linde Linjedomare Simon Hillborg Andreas Malmqvist | Jönköping Publik: 6 796 Domare: Huvuddomare Mikael Holm Marcus Linde Linjedomare Simon Hillborg Andreas Malmqvist |
| 15:15 UTC+1 | 15:15 UTC+1  |                                                                    |                         |                         | Jönköping Publik: 6 796 Domare: Huvuddomare Mikael Holm Marcus Linde Linjedomare Simon Hillborg Andreas Malmqvist | Jönköping Publik: 6 796 Domare: Huvuddomare Mikael Holm Marcus Linde Linjedomare Simon Hillborg Andreas Malmqvist |
| 15:15 UTC+1 | 15:15 UTC+1  |                                                                    |                         |                         | Jönköping Publik: 6 796 Domare: Huvuddomare Mikael Holm Marcus Linde Linjedomare Simon Hillborg Andreas Malmqvist | Jönköping Publik: 6 796 Domare: Huvuddomare Mikael Holm Marcus Linde Linjedomare Simon Hillborg Andreas Malmqvist |
| 15:15 UTC+1 | 15:15 UTC+1  |                                                                    |                         |                         | Jönköping Publik: 6 796 Domare: Huvuddomare Mikael Holm Marcus Linde Linjedomare Simon Hillborg Andreas Malmqvist | Jönköping Publik: 6 796 Domare: Huvuddomare Mikael Holm Marcus Linde Linjedomare Simon Hillborg Andreas Malmqvist |

| 2.7         | 20 mars 2017 | Färjestad BK               | 1–3                     | HV71                                                                        | Löfbergs Arena                                                                                                  | |
| 19:00 UTC+1 | 19:00 UTC+1  | (0–1, 1–1, 0–1) Rapport    | (0–1, 1–1, 0–1) Rapport | (0–1, 1–1, 0–1) Rapport                                                     | Karlstad Publik: 6 102 Domare: Huvuddomare Mikael Holm Sören Persson Linjedomare Simon Hillborg Henrik Pihlblad | Karlstad Publik: 6 102 Domare: Huvuddomare Mikael Holm Sören Persson Linjedomare Simon Hillborg Henrik Pihlblad |
| 19:00 UTC+1 | 19:00 UTC+1  | John Persson (37:27) (PP1) | Mål                     | (10:52) Martin Thörnberg (38:47) Ted Brithén (46:45) (PP1) Martin Thörnberg | Karlstad Publik: 6 102 Domare: Huvuddomare Mikael Holm Sören Persson Linjedomare Simon Hillborg Henrik Pihlblad | Karlstad Publik: 6 102 Domare: Huvuddomare Mikael Holm Sören Persson Linjedomare Simon Hillborg Henrik Pihlblad |
| 19:00 UTC+1 | 19:00 UTC+1  |                            |                         |                                                                             | Karlstad Publik: 6 102 Domare: Huvuddomare Mikael Holm Sören Persson Linjedomare Simon Hillborg Henrik Pihlblad | Karlstad Publik: 6 102 Domare: Huvuddomare Mikael Holm Sören Persson Linjedomare Simon Hillborg Henrik Pihlblad |
| 19:00 UTC+1 | 19:00 UTC+1  |                            |                         |                                                                             | Karlstad Publik: 6 102 Domare: Huvuddomare Mikael Holm Sören Persson Linjedomare Simon Hillborg Henrik Pihlblad | Karlstad Publik: 6 102 Domare: Huvuddomare Mikael Holm Sören Persson Linjedomare Simon Hillborg Henrik Pihlblad |
| 19:00 UTC+1 | 19:00 UTC+1  |                            |                         |                                                                             | Karlstad Publik: 6 102 Domare: Huvuddomare Mikael Holm Sören Persson Linjedomare Simon Hillborg Henrik Pihlblad | Karlstad Publik: 6 102 Domare: Huvuddomare Mikael Holm Sören Persson Linjedomare Simon Hillborg Henrik Pihlblad |
| 19:00 UTC+1 | 19:00 UTC+1  |                            |                         |                                                                             | Karlstad Publik: 6 102 Domare: Huvuddomare Mikael Holm Sören Persson Linjedomare Simon Hillborg Henrik Pihlblad | Karlstad Publik: 6 102 Domare: Huvuddomare Mikael Holm Sören Persson Linjedomare Simon Hillborg Henrik Pihlblad |

| 3.7         | 22 mars 2017 | HV71                                                                                          | 000 4–3 (SD)                 | Färjestad BK                                                      | Kinnarps Arena | |
| 19:00 UTC+1 | 19:00 UTC+1  | (0–0, 1–2, 2–1, 1–0) Rapport                                                                  | (0–0, 1–2, 2–1, 1–0) Rapport | (0–0, 1–2, 2–1, 1–0) Rapport                                      | Jönköping Publik: 7 000 Domare: Huvuddomare Marcus Linde Sören Persson Linjedomare Daniel Persson Andreas Malmqvist | Jönköping Publik: 7 000 Domare: Huvuddomare Marcus Linde Sören Persson Linjedomare Daniel Persson Andreas Malmqvist |
| 19:00 UTC+1 | 19:00 UTC+1  | Pär Arlbrandt (21:01) Simon Önerud (43:57) Simon Önerud (57:36) (PP1) Andreas Borgman (61:26) | Mål                          | (24:30) Anton Gustafsson (39:33) John Persson (59:09) Jonas Holös | Jönköping Publik: 7 000 Domare: Huvuddomare Marcus Linde Sören Persson Linjedomare Daniel Persson Andreas Malmqvist | Jönköping Publik: 7 000 Domare: Huvuddomare Marcus Linde Sören Persson Linjedomare Daniel Persson Andreas Malmqvist |
| 19:00 UTC+1 | 19:00 UTC+1  |                                                                                               |                              |                                                                   | Jönköping Publik: 7 000 Domare: Huvuddomare Marcus Linde Sören Persson Linjedomare Daniel Persson Andreas Malmqvist | Jönköping Publik: 7 000 Domare: Huvuddomare Marcus Linde Sören Persson Linjedomare Daniel Persson Andreas Malmqvist |
| 19:00 UTC+1 | 19:00 UTC+1  |                                                                                               |                              |                                                                   | Jönköping Publik: 7 000 Domare: Huvuddomare Marcus Linde Sören Persson Linjedomare Daniel Persson Andreas Malmqvist | Jönköping Publik: 7 000 Domare: Huvuddomare Marcus Linde Sören Persson Linjedomare Daniel Persson Andreas Malmqvist |
| 19:00 UTC+1 | 19:00 UTC+1  |                                                                                               |                              |                                                                   | Jönköping Publik: 7 000 Domare: Huvuddomare Marcus Linde Sören Persson Linjedomare Daniel Persson Andreas Malmqvist | Jönköping Publik: 7 000 Domare: Huvuddomare Marcus Linde Sören Persson Linjedomare Daniel Persson Andreas Malmqvist |
| 19:00 UTC+1 | 19:00 UTC+1  |                                                                                               |                              |                                                                   | Jönköping Publik: 7 000 Domare: Huvuddomare Marcus Linde Sören Persson Linjedomare Daniel Persson Andreas Malmqvist | Jönköping Publik: 7 000 Domare: Huvuddomare Marcus Linde Sören Persson Linjedomare Daniel Persson Andreas Malmqvist |

| 4.7         | 24 mars 2017 | Färjestad BK                                    | 2–3                     | HV71                                                                         | Löfbergs Arena                                                                                   |                                                                                                  |
| 19:00 UTC+1 | 19:00 UTC+1  | (0–2, 2–1, 0–0) Rapport                         | (0–2, 2–1, 0–0) Rapport | (0–2, 2–1, 0–0) Rapport                                                      | Karlstad Publik: 8 500 Domare: Huvuddomare Marcus Linde Linjedomare Jimmy Dahmén Henrik Pihlblad | Karlstad Publik: 8 500 Domare: Huvuddomare Marcus Linde Linjedomare Jimmy Dahmén Henrik Pihlblad |
| 19:00 UTC+1 | 19:00 UTC+1  | Milan Gulas (31:27) Alexander Johansson (38:05) | Mål                     | (13:16) (PP1) Martin Thörnberg (15:46) Filip Sandberg (20:48) Lawrence Pilut | Karlstad Publik: 8 500 Domare: Huvuddomare Marcus Linde Linjedomare Jimmy Dahmén Henrik Pihlblad | Karlstad Publik: 8 500 Domare: Huvuddomare Marcus Linde Linjedomare Jimmy Dahmén Henrik Pihlblad |
| 19:00 UTC+1 | 19:00 UTC+1  |                                                 |                         |                                                                              | Karlstad Publik: 8 500 Domare: Huvuddomare Marcus Linde Linjedomare Jimmy Dahmén Henrik Pihlblad | Karlstad Publik: 8 500 Domare: Huvuddomare Marcus Linde Linjedomare Jimmy Dahmén Henrik Pihlblad |
| 19:00 UTC+1 | 19:00 UTC+1  |                                                 |                         |                                                                              | Karlstad Publik: 8 500 Domare: Huvuddomare Marcus Linde Linjedomare Jimmy Dahmén Henrik Pihlblad | Karlstad Publik: 8 500 Domare: Huvuddomare Marcus Linde Linjedomare Jimmy Dahmén Henrik Pihlblad |
| 19:00 UTC+1 | 19:00 UTC+1  |                                                 |                         |                                                                              | Karlstad Publik: 8 500 Domare: Huvuddomare Marcus Linde Linjedomare Jimmy Dahmén Henrik Pihlblad | Karlstad Publik: 8 500 Domare: Huvuddomare Marcus Linde Linjedomare Jimmy Dahmén Henrik Pihlblad |
| 19:00 UTC+1 | 19:00 UTC+1  |                                                 |                         |                                                                              | Karlstad Publik: 8 500 Domare: Huvuddomare Marcus Linde Linjedomare Jimmy Dahmén Henrik Pihlblad | Karlstad Publik: 8 500 Domare: Huvuddomare Marcus Linde Linjedomare Jimmy Dahmén Henrik Pihlblad |

Linköping HC–Brynäs IF
| 1.7         | 18 mars 2017 | Linköping HC            | 0–6                     | Brynäs IF | Saab Arena | |
| 18:00 UTC+1 | 18:00 UTC+1  | (0–3, 0–2, 0–1) Rapport | (0–3, 0–2, 0–1) Rapport | (0–3, 0–2, 0–1) Rapport | Linköping Publik: 7 235 Domare: Huvuddomare Morgan Johansson Wolmer Edqvist Linjedomare Örjan Åhlén Emil Wernström | Linköping Publik: 7 235 Domare: Huvuddomare Morgan Johansson Wolmer Edqvist Linjedomare Örjan Åhlén Emil Wernström |
| 18:00 UTC+1 | 18:00 UTC+1  |                         | Mål                     | (00:27) Jesper Jensen (05:03) (PP1) Jesper Jensen (18:19) (BP1) Daniel Mannberg (21:30) Lukas Kilström (27:29) Jesper Boqvist (59:25) Jacob Blomqvist | Linköping Publik: 7 235 Domare: Huvuddomare Morgan Johansson Wolmer Edqvist Linjedomare Örjan Åhlén Emil Wernström | Linköping Publik: 7 235 Domare: Huvuddomare Morgan Johansson Wolmer Edqvist Linjedomare Örjan Åhlén Emil Wernström |
| 18:00 UTC+1 | 18:00 UTC+1  |                         |                         | | Linköping Publik: 7 235 Domare: Huvuddomare Morgan Johansson Wolmer Edqvist Linjedomare Örjan Åhlén Emil Wernström | Linköping Publik: 7 235 Domare: Huvuddomare Morgan Johansson Wolmer Edqvist Linjedomare Örjan Åhlén Emil Wernström |
| 18:00 UTC+1 | 18:00 UTC+1  |                         |                         | | Linköping Publik: 7 235 Domare: Huvuddomare Morgan Johansson Wolmer Edqvist Linjedomare Örjan Åhlén Emil Wernström | Linköping Publik: 7 235 Domare: Huvuddomare Morgan Johansson Wolmer Edqvist Linjedomare Örjan Åhlén Emil Wernström |
| 18:00 UTC+1 | 18:00 UTC+1  |                         |                         | | Linköping Publik: 7 235 Domare: Huvuddomare Morgan Johansson Wolmer Edqvist Linjedomare Örjan Åhlén Emil Wernström | Linköping Publik: 7 235 Domare: Huvuddomare Morgan Johansson Wolmer Edqvist Linjedomare Örjan Åhlén Emil Wernström |
| 18:00 UTC+1 | 18:00 UTC+1  |                         |                         | | Linköping Publik: 7 235 Domare: Huvuddomare Morgan Johansson Wolmer Edqvist Linjedomare Örjan Åhlén Emil Wernström | Linköping Publik: 7 235 Domare: Huvuddomare Morgan Johansson Wolmer Edqvist Linjedomare Örjan Åhlén Emil Wernström |

| 2.7         | 20 mars 2017 | Brynäs IF                                                           | 3–2                     | Linköping HC                              | Gavlerinken Arena                                                                                                | |
| 19:00 UTC+1 | 19:00 UTC+1  | (0–0, 1–2, 2–0) Rapport                                             | (0–0, 1–2, 2–0) Rapport | (0–0, 1–2, 2–0) Rapport                   | Gävle Publik: 5 326 Domare: Huvuddomare Morgan Johansson Mikael Sjöqvist Linjedomare Jimmy Dahmén Daniel Persson | Gävle Publik: 5 326 Domare: Huvuddomare Morgan Johansson Mikael Sjöqvist Linjedomare Jimmy Dahmén Daniel Persson |
| 19:00 UTC+1 | 19:00 UTC+1  | Linus Ölund (22:21) Jonathan Pudas (43:28) Simon Bertilsson (45:33) | Mål                     | (23:13) Marcel Müller (30:02) Broc Little | Gävle Publik: 5 326 Domare: Huvuddomare Morgan Johansson Mikael Sjöqvist Linjedomare Jimmy Dahmén Daniel Persson | Gävle Publik: 5 326 Domare: Huvuddomare Morgan Johansson Mikael Sjöqvist Linjedomare Jimmy Dahmén Daniel Persson |
| 19:00 UTC+1 | 19:00 UTC+1  |                                                                     |                         |                                           | Gävle Publik: 5 326 Domare: Huvuddomare Morgan Johansson Mikael Sjöqvist Linjedomare Jimmy Dahmén Daniel Persson | Gävle Publik: 5 326 Domare: Huvuddomare Morgan Johansson Mikael Sjöqvist Linjedomare Jimmy Dahmén Daniel Persson |
| 19:00 UTC+1 | 19:00 UTC+1  |                                                                     |                         |                                           | Gävle Publik: 5 326 Domare: Huvuddomare Morgan Johansson Mikael Sjöqvist Linjedomare Jimmy Dahmén Daniel Persson | Gävle Publik: 5 326 Domare: Huvuddomare Morgan Johansson Mikael Sjöqvist Linjedomare Jimmy Dahmén Daniel Persson |
| 19:00 UTC+1 | 19:00 UTC+1  |                                                                     |                         |                                           | Gävle Publik: 5 326 Domare: Huvuddomare Morgan Johansson Mikael Sjöqvist Linjedomare Jimmy Dahmén Daniel Persson | Gävle Publik: 5 326 Domare: Huvuddomare Morgan Johansson Mikael Sjöqvist Linjedomare Jimmy Dahmén Daniel Persson |
| 19:00 UTC+1 | 19:00 UTC+1  |                                                                     |                         |                                           | Gävle Publik: 5 326 Domare: Huvuddomare Morgan Johansson Mikael Sjöqvist Linjedomare Jimmy Dahmén Daniel Persson | Gävle Publik: 5 326 Domare: Huvuddomare Morgan Johansson Mikael Sjöqvist Linjedomare Jimmy Dahmén Daniel Persson |

| 3.7         | 22 mars 2017 | Linköping HC                                            | 2–1                     | Brynäs IF               | Saab Arena                                                                                           | |
| 19:00 UTC+1 | 19:00 UTC+1  | (0–0, 1–1, 1–0) Rapport                                 | (0–0, 1–1, 1–0) Rapport | (0–0, 1–1, 1–0) Rapport | Linköping Domare: Huvuddomare Mikael Sjöqvist Wolmer Edqvist Linjedomare Jimmy Dahmén Simon Hillborg | Linköping Domare: Huvuddomare Mikael Sjöqvist Wolmer Edqvist Linjedomare Jimmy Dahmén Simon Hillborg |
| 19:00 UTC+1 | 19:00 UTC+1  | Linus Ölund (35:42) (PP1) Ken Andre Olimb (54:03) (PP1) | Mål                     | (21:48) Marcel Müller   | Linköping Domare: Huvuddomare Mikael Sjöqvist Wolmer Edqvist Linjedomare Jimmy Dahmén Simon Hillborg | Linköping Domare: Huvuddomare Mikael Sjöqvist Wolmer Edqvist Linjedomare Jimmy Dahmén Simon Hillborg |
| 19:00 UTC+1 | 19:00 UTC+1  |                                                         |                         |                         | Linköping Domare: Huvuddomare Mikael Sjöqvist Wolmer Edqvist Linjedomare Jimmy Dahmén Simon Hillborg | Linköping Domare: Huvuddomare Mikael Sjöqvist Wolmer Edqvist Linjedomare Jimmy Dahmén Simon Hillborg |
| 19:00 UTC+1 | 19:00 UTC+1  |                                                         |                         |                         | Linköping Domare: Huvuddomare Mikael Sjöqvist Wolmer Edqvist Linjedomare Jimmy Dahmén Simon Hillborg | Linköping Domare: Huvuddomare Mikael Sjöqvist Wolmer Edqvist Linjedomare Jimmy Dahmén Simon Hillborg |
| 19:00 UTC+1 | 19:00 UTC+1  |                                                         |                         |                         | Linköping Domare: Huvuddomare Mikael Sjöqvist Wolmer Edqvist Linjedomare Jimmy Dahmén Simon Hillborg | Linköping Domare: Huvuddomare Mikael Sjöqvist Wolmer Edqvist Linjedomare Jimmy Dahmén Simon Hillborg |
| 19:00 UTC+1 | 19:00 UTC+1  |                                                         |                         |                         | Linköping Domare: Huvuddomare Mikael Sjöqvist Wolmer Edqvist Linjedomare Jimmy Dahmén Simon Hillborg | Linköping Domare: Huvuddomare Mikael Sjöqvist Wolmer Edqvist Linjedomare Jimmy Dahmén Simon Hillborg |

| 4.7         | 24 mars 2017 | Brynäs IF                         | 000 1–0 (SD)                      | Linköping HC                      | Gavlerinken Arena                                                                                              | |
| 19:00 UTC+1 | 19:00 UTC+1  | (0–0, 0–0, 0–0, 0–0, 1–0) Rapport | (0–0, 0–0, 0–0, 0–0, 1–0) Rapport | (0–0, 0–0, 0–0, 0–0, 1–0) Rapport | Gävle Publik: 7 909 Domare: Huvuddomare Morgan Johansson Wolmer Edqvist Linjedomare Örjan Åhlén Emil Wernström | Gävle Publik: 7 909 Domare: Huvuddomare Morgan Johansson Wolmer Edqvist Linjedomare Örjan Åhlén Emil Wernström |
| 19:00 UTC+1 | 19:00 UTC+1  | Simon Bertilsson (95:56)          | Mål                               |                                   | Gävle Publik: 7 909 Domare: Huvuddomare Morgan Johansson Wolmer Edqvist Linjedomare Örjan Åhlén Emil Wernström | Gävle Publik: 7 909 Domare: Huvuddomare Morgan Johansson Wolmer Edqvist Linjedomare Örjan Åhlén Emil Wernström |
| 19:00 UTC+1 | 19:00 UTC+1  |                                   |                                   |                                   | Gävle Publik: 7 909 Domare: Huvuddomare Morgan Johansson Wolmer Edqvist Linjedomare Örjan Åhlén Emil Wernström | Gävle Publik: 7 909 Domare: Huvuddomare Morgan Johansson Wolmer Edqvist Linjedomare Örjan Åhlén Emil Wernström |
| 19:00 UTC+1 | 19:00 UTC+1  |                                   |                                   |                                   | Gävle Publik: 7 909 Domare: Huvuddomare Morgan Johansson Wolmer Edqvist Linjedomare Örjan Åhlén Emil Wernström | Gävle Publik: 7 909 Domare: Huvuddomare Morgan Johansson Wolmer Edqvist Linjedomare Örjan Åhlén Emil Wernström |
| 19:00 UTC+1 | 19:00 UTC+1  |                                   |                                   |                                   | Gävle Publik: 7 909 Domare: Huvuddomare Morgan Johansson Wolmer Edqvist Linjedomare Örjan Åhlén Emil Wernström | Gävle Publik: 7 909 Domare: Huvuddomare Morgan Johansson Wolmer Edqvist Linjedomare Örjan Åhlén Emil Wernström |
| 19:00 UTC+1 | 19:00 UTC+1  |                                   |                                   |                                   | Gävle Publik: 7 909 Domare: Huvuddomare Morgan Johansson Wolmer Edqvist Linjedomare Örjan Åhlén Emil Wernström | Gävle Publik: 7 909 Domare: Huvuddomare Morgan Johansson Wolmer Edqvist Linjedomare Örjan Åhlén Emil Wernström |

| 5.7         | 26 mars 2017 | Linköping HC                                                                         | 000 3–2 (SD)                 | Brynäs IF                                   | Saab Arena | |
| 16:00 UTC+2 | 16:00 UTC+2  | (0–0, 1–2, 1–0, 1–0) Rapport                                                         | (0–0, 1–2, 1–0, 1–0) Rapport | (0–0, 1–2, 1–0, 1–0) Rapport                | Linköping Publik: 6 091 Domare: Huvuddomare Morgan Johansson Mikael Sjöqvist Linjedomare Jimmy Dahmén Henrik Pihlblad | Linköping Publik: 6 091 Domare: Huvuddomare Morgan Johansson Mikael Sjöqvist Linjedomare Jimmy Dahmén Henrik Pihlblad |
| 16:00 UTC+2 | 16:00 UTC+2  | Andrew Gordon (38:36) (PP2) Emil Kristensen Löjborg (51:52) Henrik Törnqvist (66:07) | Mål                          | (31:13) Daniel Paille (35:32) Daniel Paille | Linköping Publik: 6 091 Domare: Huvuddomare Morgan Johansson Mikael Sjöqvist Linjedomare Jimmy Dahmén Henrik Pihlblad | Linköping Publik: 6 091 Domare: Huvuddomare Morgan Johansson Mikael Sjöqvist Linjedomare Jimmy Dahmén Henrik Pihlblad |
| 16:00 UTC+2 | 16:00 UTC+2  |                                                                                      |                              |                                             | Linköping Publik: 6 091 Domare: Huvuddomare Morgan Johansson Mikael Sjöqvist Linjedomare Jimmy Dahmén Henrik Pihlblad | Linköping Publik: 6 091 Domare: Huvuddomare Morgan Johansson Mikael Sjöqvist Linjedomare Jimmy Dahmén Henrik Pihlblad |
| 16:00 UTC+2 | 16:00 UTC+2  |                                                                                      |                              |                                             | Linköping Publik: 6 091 Domare: Huvuddomare Morgan Johansson Mikael Sjöqvist Linjedomare Jimmy Dahmén Henrik Pihlblad | Linköping Publik: 6 091 Domare: Huvuddomare Morgan Johansson Mikael Sjöqvist Linjedomare Jimmy Dahmén Henrik Pihlblad |
| 16:00 UTC+2 | 16:00 UTC+2  |                                                                                      |                              |                                             | Linköping Publik: 6 091 Domare: Huvuddomare Morgan Johansson Mikael Sjöqvist Linjedomare Jimmy Dahmén Henrik Pihlblad | Linköping Publik: 6 091 Domare: Huvuddomare Morgan Johansson Mikael Sjöqvist Linjedomare Jimmy Dahmén Henrik Pihlblad |
| 16:00 UTC+2 | 16:00 UTC+2  |                                                                                      |                              |                                             | Linköping Publik: 6 091 Domare: Huvuddomare Morgan Johansson Mikael Sjöqvist Linjedomare Jimmy Dahmén Henrik Pihlblad | Linköping Publik: 6 091 Domare: Huvuddomare Morgan Johansson Mikael Sjöqvist Linjedomare Jimmy Dahmén Henrik Pihlblad |

| 6.7         | 28 mars 2017 | Brynäs IF | 6–0                     | Linköping HC            | Gavlerinken Arena                                                                                           | |
| 19:00 UTC+2 | 19:00 UTC+2  | (0–0, 4–0, 2–0) Rapport | (0–0, 4–0, 2–0) Rapport | (0–0, 4–0, 2–0) Rapport | Gävle Publik: 6 021 Domare: Huvuddomare Mikael Sjöqvist Wolmer Edqvist Linjedomare Örjan Åhlén Jimmy Dahmén | Gävle Publik: 6 021 Domare: Huvuddomare Mikael Sjöqvist Wolmer Edqvist Linjedomare Örjan Åhlén Jimmy Dahmén |
| 19:00 UTC+2 | 19:00 UTC+2  | Daniel Paille (21:55) Kevin Clark (30:11) Ponthus Westerholm (31:00) Oskar Lindblom (36:09) Johan Alcén (47:51) Pathrik Westerholm (57:24) (PP1) | Mål                     |                         | Gävle Publik: 6 021 Domare: Huvuddomare Mikael Sjöqvist Wolmer Edqvist Linjedomare Örjan Åhlén Jimmy Dahmén | Gävle Publik: 6 021 Domare: Huvuddomare Mikael Sjöqvist Wolmer Edqvist Linjedomare Örjan Åhlén Jimmy Dahmén |
| 19:00 UTC+2 | 19:00 UTC+2  | |                         |                         | Gävle Publik: 6 021 Domare: Huvuddomare Mikael Sjöqvist Wolmer Edqvist Linjedomare Örjan Åhlén Jimmy Dahmén | Gävle Publik: 6 021 Domare: Huvuddomare Mikael Sjöqvist Wolmer Edqvist Linjedomare Örjan Åhlén Jimmy Dahmén |
| 19:00 UTC+2 | 19:00 UTC+2  | |                         |                         | Gävle Publik: 6 021 Domare: Huvuddomare Mikael Sjöqvist Wolmer Edqvist Linjedomare Örjan Åhlén Jimmy Dahmén | Gävle Publik: 6 021 Domare: Huvuddomare Mikael Sjöqvist Wolmer Edqvist Linjedomare Örjan Åhlén Jimmy Dahmén |
| 19:00 UTC+2 | 19:00 UTC+2  | |                         |                         | Gävle Publik: 6 021 Domare: Huvuddomare Mikael Sjöqvist Wolmer Edqvist Linjedomare Örjan Åhlén Jimmy Dahmén | Gävle Publik: 6 021 Domare: Huvuddomare Mikael Sjöqvist Wolmer Edqvist Linjedomare Örjan Åhlén Jimmy Dahmén |
| 19:00 UTC+2 | 19:00 UTC+2  | |                         |                         | Gävle Publik: 6 021 Domare: Huvuddomare Mikael Sjöqvist Wolmer Edqvist Linjedomare Örjan Åhlén Jimmy Dahmén | Gävle Publik: 6 021 Domare: Huvuddomare Mikael Sjöqvist Wolmer Edqvist Linjedomare Örjan Åhlén Jimmy Dahmén |

### Semifinaler
HV71–Malmö Redhawks
| 1.7         | 1 april 2017 | HV71 | 5–2                     | Malmö Redhawks                                        | Kinnarps Arena                                                                                                   | |
| 15:15 UTC+2 | 15:15 UTC+2  | (0–1, 1–1, 4–0) Rapport                                                                                    | (0–1, 1–1, 4–0) Rapport | (0–1, 1–1, 4–0) Rapport                               | Jönköping Publik: 6 834 Domare: Huvuddomare Wolmer Edqvist Aleksi Rantala Linjedomare Örjan Åhlén Simon Hillborg | Jönköping Publik: 6 834 Domare: Huvuddomare Wolmer Edqvist Aleksi Rantala Linjedomare Örjan Åhlén Simon Hillborg |
| 15:15 UTC+2 | 15:15 UTC+2  | Filip Sandberg (25:43) Lias Andersson (42:56) Chris Abbott (46:03) Ted Brithén (56:28) Oscar Sundh (47:56) | Mål                     | (15:24) (PP1) Andreas Thuresson (28:09) Robin Álvarez | Jönköping Publik: 6 834 Domare: Huvuddomare Wolmer Edqvist Aleksi Rantala Linjedomare Örjan Åhlén Simon Hillborg | Jönköping Publik: 6 834 Domare: Huvuddomare Wolmer Edqvist Aleksi Rantala Linjedomare Örjan Åhlén Simon Hillborg |
| 15:15 UTC+2 | 15:15 UTC+2  | |                         |                                                       | Jönköping Publik: 6 834 Domare: Huvuddomare Wolmer Edqvist Aleksi Rantala Linjedomare Örjan Åhlén Simon Hillborg | Jönköping Publik: 6 834 Domare: Huvuddomare Wolmer Edqvist Aleksi Rantala Linjedomare Örjan Åhlén Simon Hillborg |
| 15:15 UTC+2 | 15:15 UTC+2  | |                         |                                                       | Jönköping Publik: 6 834 Domare: Huvuddomare Wolmer Edqvist Aleksi Rantala Linjedomare Örjan Åhlén Simon Hillborg | Jönköping Publik: 6 834 Domare: Huvuddomare Wolmer Edqvist Aleksi Rantala Linjedomare Örjan Åhlén Simon Hillborg |
| 15:15 UTC+2 | 15:15 UTC+2  | |                         |                                                       | Jönköping Publik: 6 834 Domare: Huvuddomare Wolmer Edqvist Aleksi Rantala Linjedomare Örjan Åhlén Simon Hillborg | Jönköping Publik: 6 834 Domare: Huvuddomare Wolmer Edqvist Aleksi Rantala Linjedomare Örjan Åhlén Simon Hillborg |
| 15:15 UTC+2 | 15:15 UTC+2  | |                         |                                                       | Jönköping Publik: 6 834 Domare: Huvuddomare Wolmer Edqvist Aleksi Rantala Linjedomare Örjan Åhlén Simon Hillborg | Jönköping Publik: 6 834 Domare: Huvuddomare Wolmer Edqvist Aleksi Rantala Linjedomare Örjan Åhlén Simon Hillborg |

| 2.7         | 3 april 2017 | Malmö Redhawks                                                                   | 000 3–2 (SD)                 | HV71                                       | Malmö Arena | |
| 19:15 UTC+2 | 19:15 UTC+2  | (1–1, 0–0, 1–1, 1–0) Rapport                                                     | (1–1, 0–0, 1–1, 1–0) Rapport | (1–1, 0–0, 1–1, 1–0) Rapport               | Malmö Publik: 9 935 Domare: Huvuddomare Mikael Nord Mikael Sjöqvist Linjedomare Tobias Haster Andreas Malmqvist | Malmö Publik: 9 935 Domare: Huvuddomare Mikael Nord Mikael Sjöqvist Linjedomare Tobias Haster Andreas Malmqvist |
| 19:15 UTC+2 | 19:15 UTC+2  | Carl-Johan Lerby (14:41) Robin Álvarez (51:26) (PP1) Nichlas Hardt (72:28) (PP1) | Mål                          | (04:49) Kevin Stenlund (53:45) Oscar Sundh | Malmö Publik: 9 935 Domare: Huvuddomare Mikael Nord Mikael Sjöqvist Linjedomare Tobias Haster Andreas Malmqvist | Malmö Publik: 9 935 Domare: Huvuddomare Mikael Nord Mikael Sjöqvist Linjedomare Tobias Haster Andreas Malmqvist |
| 19:15 UTC+2 | 19:15 UTC+2  |                                                                                  |                              |                                            | Malmö Publik: 9 935 Domare: Huvuddomare Mikael Nord Mikael Sjöqvist Linjedomare Tobias Haster Andreas Malmqvist | Malmö Publik: 9 935 Domare: Huvuddomare Mikael Nord Mikael Sjöqvist Linjedomare Tobias Haster Andreas Malmqvist |
| 19:15 UTC+2 | 19:15 UTC+2  |                                                                                  |                              |                                            | Malmö Publik: 9 935 Domare: Huvuddomare Mikael Nord Mikael Sjöqvist Linjedomare Tobias Haster Andreas Malmqvist | Malmö Publik: 9 935 Domare: Huvuddomare Mikael Nord Mikael Sjöqvist Linjedomare Tobias Haster Andreas Malmqvist |
| 19:15 UTC+2 | 19:15 UTC+2  |                                                                                  |                              |                                            | Malmö Publik: 9 935 Domare: Huvuddomare Mikael Nord Mikael Sjöqvist Linjedomare Tobias Haster Andreas Malmqvist | Malmö Publik: 9 935 Domare: Huvuddomare Mikael Nord Mikael Sjöqvist Linjedomare Tobias Haster Andreas Malmqvist |
| 19:15 UTC+2 | 19:15 UTC+2  |                                                                                  |                              |                                            | Malmö Publik: 9 935 Domare: Huvuddomare Mikael Nord Mikael Sjöqvist Linjedomare Tobias Haster Andreas Malmqvist | Malmö Publik: 9 935 Domare: Huvuddomare Mikael Nord Mikael Sjöqvist Linjedomare Tobias Haster Andreas Malmqvist |

| 3.7         | 5 april 2017 | HV71 | 5–1                     | Malmö Redhawks            | Kinnarps Arena | |
| 19:15 UTC+2 | 19:15 UTC+2  | (2–0, 1–1, 2–0) Rapport | (2–0, 1–1, 2–0) Rapport | (2–0, 1–1, 2–0) Rapport   | Jönköping Publik: 7 000 Domare: Huvuddomare Linus Öhlund Patrik Sjöberg Linjedomare Tobias Haster Henrik Pihlblad | Jönköping Publik: 7 000 Domare: Huvuddomare Linus Öhlund Patrik Sjöberg Linjedomare Tobias Haster Henrik Pihlblad |
| 19:15 UTC+2 | 19:15 UTC+2  | Lias Andersson (13:04) Erik Christensen (15:30) (PP1) Filip Sandberg (30:27) (PP1) Filip Sandberg (48:17) Oscar Sundh (50:12) | Mål                     | (39:55) Fredrik Händemark | Jönköping Publik: 7 000 Domare: Huvuddomare Linus Öhlund Patrik Sjöberg Linjedomare Tobias Haster Henrik Pihlblad | Jönköping Publik: 7 000 Domare: Huvuddomare Linus Öhlund Patrik Sjöberg Linjedomare Tobias Haster Henrik Pihlblad |
| 19:15 UTC+2 | 19:15 UTC+2  | |                         |                           | Jönköping Publik: 7 000 Domare: Huvuddomare Linus Öhlund Patrik Sjöberg Linjedomare Tobias Haster Henrik Pihlblad | Jönköping Publik: 7 000 Domare: Huvuddomare Linus Öhlund Patrik Sjöberg Linjedomare Tobias Haster Henrik Pihlblad |
| 19:15 UTC+2 | 19:15 UTC+2  | |                         |                           | Jönköping Publik: 7 000 Domare: Huvuddomare Linus Öhlund Patrik Sjöberg Linjedomare Tobias Haster Henrik Pihlblad | Jönköping Publik: 7 000 Domare: Huvuddomare Linus Öhlund Patrik Sjöberg Linjedomare Tobias Haster Henrik Pihlblad |
| 19:15 UTC+2 | 19:15 UTC+2  | |                         |                           | Jönköping Publik: 7 000 Domare: Huvuddomare Linus Öhlund Patrik Sjöberg Linjedomare Tobias Haster Henrik Pihlblad | Jönköping Publik: 7 000 Domare: Huvuddomare Linus Öhlund Patrik Sjöberg Linjedomare Tobias Haster Henrik Pihlblad |
| 19:15 UTC+2 | 19:15 UTC+2  | |                         |                           | Jönköping Publik: 7 000 Domare: Huvuddomare Linus Öhlund Patrik Sjöberg Linjedomare Tobias Haster Henrik Pihlblad | Jönköping Publik: 7 000 Domare: Huvuddomare Linus Öhlund Patrik Sjöberg Linjedomare Tobias Haster Henrik Pihlblad |

| 4.7         | 7 april 2017 | Malmö Redhawks                               | 2–4                     | HV71                                                                                           | Malmö Arena | |
| 19:15 UTC+2 | 19:15 UTC+2  | (2–0, 0–1, 0–3) Rapport                      | (2–0, 0–1, 0–3) Rapport | (2–0, 0–1, 0–3) Rapport                                                                        | Malmö Publik: 12 221 Domare: Huvuddomare Linus Öhlund Patrik Sjöberg Linjedomare Emil Wernström Alexander Waldejer | Malmö Publik: 12 221 Domare: Huvuddomare Linus Öhlund Patrik Sjöberg Linjedomare Emil Wernström Alexander Waldejer |
| 19:15 UTC+2 | 19:15 UTC+2  | Frederik Storm (00:15) Erik Forssell (02:15) | Mål                     | (36:11) (PP1) Lias Andersson (46:56) Andreas Borgman (49:40) Ted Brithén (51:07) Adam Almqvist | Malmö Publik: 12 221 Domare: Huvuddomare Linus Öhlund Patrik Sjöberg Linjedomare Emil Wernström Alexander Waldejer | Malmö Publik: 12 221 Domare: Huvuddomare Linus Öhlund Patrik Sjöberg Linjedomare Emil Wernström Alexander Waldejer |
| 19:15 UTC+2 | 19:15 UTC+2  |                                              |                         |                                                                                                | Malmö Publik: 12 221 Domare: Huvuddomare Linus Öhlund Patrik Sjöberg Linjedomare Emil Wernström Alexander Waldejer | Malmö Publik: 12 221 Domare: Huvuddomare Linus Öhlund Patrik Sjöberg Linjedomare Emil Wernström Alexander Waldejer |
| 19:15 UTC+2 | 19:15 UTC+2  |                                              |                         |                                                                                                | Malmö Publik: 12 221 Domare: Huvuddomare Linus Öhlund Patrik Sjöberg Linjedomare Emil Wernström Alexander Waldejer | Malmö Publik: 12 221 Domare: Huvuddomare Linus Öhlund Patrik Sjöberg Linjedomare Emil Wernström Alexander Waldejer |
| 19:15 UTC+2 | 19:15 UTC+2  |                                              |                         |                                                                                                | Malmö Publik: 12 221 Domare: Huvuddomare Linus Öhlund Patrik Sjöberg Linjedomare Emil Wernström Alexander Waldejer | Malmö Publik: 12 221 Domare: Huvuddomare Linus Öhlund Patrik Sjöberg Linjedomare Emil Wernström Alexander Waldejer |
| 19:15 UTC+2 | 19:15 UTC+2  |                                              |                         |                                                                                                | Malmö Publik: 12 221 Domare: Huvuddomare Linus Öhlund Patrik Sjöberg Linjedomare Emil Wernström Alexander Waldejer | Malmö Publik: 12 221 Domare: Huvuddomare Linus Öhlund Patrik Sjöberg Linjedomare Emil Wernström Alexander Waldejer |

| 5.7         | 9 april 2017 | HV71                                                                                          | 4–2                     | Malmö Redhawks                                       | Kinnarps Arena | |
| 15:15 UTC+2 | 15:15 UTC+2  | (1–0, 2–2, 1–0) Rapport                                                                       | (1–0, 2–2, 1–0) Rapport | (1–0, 2–2, 1–0) Rapport                              | Jönköping Publik: 7 000 Domare: Huvuddomare Tobias Björk Patrik Sjöberg Linjedomare Tobias Haster Henrik Pihlblad | Jönköping Publik: 7 000 Domare: Huvuddomare Tobias Björk Patrik Sjöberg Linjedomare Tobias Haster Henrik Pihlblad |
| 15:15 UTC+2 | 15:15 UTC+2  | Kevin Stenlund (10:04) Simon Önerud (26:31) Simon Önerud (30:22) Filip Sandberg (42:19) (BP1) | Mål                     | (21:09) Lukas Haudum (38:45) (PP1) Fredrik Händemark | Jönköping Publik: 7 000 Domare: Huvuddomare Tobias Björk Patrik Sjöberg Linjedomare Tobias Haster Henrik Pihlblad | Jönköping Publik: 7 000 Domare: Huvuddomare Tobias Björk Patrik Sjöberg Linjedomare Tobias Haster Henrik Pihlblad |
| 15:15 UTC+2 | 15:15 UTC+2  |                                                                                               |                         |                                                      | Jönköping Publik: 7 000 Domare: Huvuddomare Tobias Björk Patrik Sjöberg Linjedomare Tobias Haster Henrik Pihlblad | Jönköping Publik: 7 000 Domare: Huvuddomare Tobias Björk Patrik Sjöberg Linjedomare Tobias Haster Henrik Pihlblad |
| 15:15 UTC+2 | 15:15 UTC+2  |                                                                                               |                         |                                                      | Jönköping Publik: 7 000 Domare: Huvuddomare Tobias Björk Patrik Sjöberg Linjedomare Tobias Haster Henrik Pihlblad | Jönköping Publik: 7 000 Domare: Huvuddomare Tobias Björk Patrik Sjöberg Linjedomare Tobias Haster Henrik Pihlblad |
| 15:15 UTC+2 | 15:15 UTC+2  |                                                                                               |                         |                                                      | Jönköping Publik: 7 000 Domare: Huvuddomare Tobias Björk Patrik Sjöberg Linjedomare Tobias Haster Henrik Pihlblad | Jönköping Publik: 7 000 Domare: Huvuddomare Tobias Björk Patrik Sjöberg Linjedomare Tobias Haster Henrik Pihlblad |
| 15:15 UTC+2 | 15:15 UTC+2  |                                                                                               |                         |                                                      | Jönköping Publik: 7 000 Domare: Huvuddomare Tobias Björk Patrik Sjöberg Linjedomare Tobias Haster Henrik Pihlblad | Jönköping Publik: 7 000 Domare: Huvuddomare Tobias Björk Patrik Sjöberg Linjedomare Tobias Haster Henrik Pihlblad |

Frölunda HC–Brynäs IF
| 1.7         | 2 april 2017 | Frölunda HC                                                                         | 3–4                     | Brynäs IF                                                                                                | Scandinavium | |
| 15:15 UTC+2 | 15:15 UTC+2  | (0–1, 0–3, 3–0) Rapport                                                             | (0–1, 0–3, 3–0) Rapport | (0–1, 0–3, 3–0) Rapport                                                                                  | Göteborg Publik: 10 187 Domare: Huvuddomare Tobias Björk Sören Persson Linjedomare Henrik Pihlblad Alexander Waldejer | Göteborg Publik: 10 187 Domare: Huvuddomare Tobias Björk Sören Persson Linjedomare Henrik Pihlblad Alexander Waldejer |
| 15:15 UTC+2 | 15:15 UTC+2  | Sebastian Stålberg (52:39) Joel Lundqvist (58:55) (PP1) Casey Wellman (59:42) (PP1) | Mål                     | (02:58) (PP1) Daniel Paille (29:36) (PP1) Juuso Ikonen (31:49) (PP1) Kevin Clark (35:13) Jacob Blomqvist | Göteborg Publik: 10 187 Domare: Huvuddomare Tobias Björk Sören Persson Linjedomare Henrik Pihlblad Alexander Waldejer | Göteborg Publik: 10 187 Domare: Huvuddomare Tobias Björk Sören Persson Linjedomare Henrik Pihlblad Alexander Waldejer |
| 15:15 UTC+2 | 15:15 UTC+2  |                                                                                     |                         | | Göteborg Publik: 10 187 Domare: Huvuddomare Tobias Björk Sören Persson Linjedomare Henrik Pihlblad Alexander Waldejer | Göteborg Publik: 10 187 Domare: Huvuddomare Tobias Björk Sören Persson Linjedomare Henrik Pihlblad Alexander Waldejer |
| 15:15 UTC+2 | 15:15 UTC+2  |                                                                                     |                         | | Göteborg Publik: 10 187 Domare: Huvuddomare Tobias Björk Sören Persson Linjedomare Henrik Pihlblad Alexander Waldejer | Göteborg Publik: 10 187 Domare: Huvuddomare Tobias Björk Sören Persson Linjedomare Henrik Pihlblad Alexander Waldejer |
| 15:15 UTC+2 | 15:15 UTC+2  |                                                                                     |                         | | Göteborg Publik: 10 187 Domare: Huvuddomare Tobias Björk Sören Persson Linjedomare Henrik Pihlblad Alexander Waldejer | Göteborg Publik: 10 187 Domare: Huvuddomare Tobias Björk Sören Persson Linjedomare Henrik Pihlblad Alexander Waldejer |
| 15:15 UTC+2 | 15:15 UTC+2  |                                                                                     |                         | | Göteborg Publik: 10 187 Domare: Huvuddomare Tobias Björk Sören Persson Linjedomare Henrik Pihlblad Alexander Waldejer | Göteborg Publik: 10 187 Domare: Huvuddomare Tobias Björk Sören Persson Linjedomare Henrik Pihlblad Alexander Waldejer |

| 2.7         | 4 april 2017 | Brynäs IF                  | 1–6                     | Frölunda HC | Gavlerinken Arena                                                                                          | |
| 19:15 UTC+2 | 19:15 UTC+2  | (0–1, 1–2, 0–3) Rapport    | (0–1, 1–2, 0–3) Rapport | (0–1, 1–2, 0–3) Rapport | Gävle Publik: 7 067 Domare: Huvuddomare Tobias Björk Sören Persson Linjedomare Jimmy Dahmén Emil Wernström | Gävle Publik: 7 067 Domare: Huvuddomare Tobias Björk Sören Persson Linjedomare Jimmy Dahmén Emil Wernström |
| 19:15 UTC+2 | 19:15 UTC+2  | Jonathan Granström (38:19) | Mål                     | (19:48) (PP1) Casey Wellman (31:15) Patrik Carlsson (33:28) Rasmus Dahlin (43:49) Casey Wellman (50:56) Victor Olofsson (59:26) (PP1) Casey Wellman | Gävle Publik: 7 067 Domare: Huvuddomare Tobias Björk Sören Persson Linjedomare Jimmy Dahmén Emil Wernström | Gävle Publik: 7 067 Domare: Huvuddomare Tobias Björk Sören Persson Linjedomare Jimmy Dahmén Emil Wernström |
| 19:15 UTC+2 | 19:15 UTC+2  |                            |                         | | Gävle Publik: 7 067 Domare: Huvuddomare Tobias Björk Sören Persson Linjedomare Jimmy Dahmén Emil Wernström | Gävle Publik: 7 067 Domare: Huvuddomare Tobias Björk Sören Persson Linjedomare Jimmy Dahmén Emil Wernström |
| 19:15 UTC+2 | 19:15 UTC+2  |                            |                         | | Gävle Publik: 7 067 Domare: Huvuddomare Tobias Björk Sören Persson Linjedomare Jimmy Dahmén Emil Wernström | Gävle Publik: 7 067 Domare: Huvuddomare Tobias Björk Sören Persson Linjedomare Jimmy Dahmén Emil Wernström |
| 19:15 UTC+2 | 19:15 UTC+2  |                            |                         | | Gävle Publik: 7 067 Domare: Huvuddomare Tobias Björk Sören Persson Linjedomare Jimmy Dahmén Emil Wernström | Gävle Publik: 7 067 Domare: Huvuddomare Tobias Björk Sören Persson Linjedomare Jimmy Dahmén Emil Wernström |
| 19:15 UTC+2 | 19:15 UTC+2  |                            |                         | | Gävle Publik: 7 067 Domare: Huvuddomare Tobias Björk Sören Persson Linjedomare Jimmy Dahmén Emil Wernström | Gävle Publik: 7 067 Domare: Huvuddomare Tobias Björk Sören Persson Linjedomare Jimmy Dahmén Emil Wernström |

| 3.7         | 6 april 2017 | Frölunda HC | 6–3                     | Brynäs IF                                                               | Scandinavium | |
| 19:15 UTC+2 | 19:15 UTC+2  | (3–2, 2–0, 1–1) Rapport | (3–2, 2–0, 1–1) Rapport | (3–2, 2–0, 1–1) Rapport                                                 | Göteborg Publik: 12 044 Domare: Huvuddomare Wolmer Edqvist Aleksi Rantala Linjedomare Simon Hillborg Andreas Malmqvist | Göteborg Publik: 12 044 Domare: Huvuddomare Wolmer Edqvist Aleksi Rantala Linjedomare Simon Hillborg Andreas Malmqvist |
| 19:15 UTC+2 | 19:15 UTC+2  | Casey Wellman (01:49) (PP1) Mats Rosseli Olsen (15:22) Simon Hjalmarsson (17:14) Simon Hjalmarsson (27:43) Sean Bergenheim (29:39) Casey Wellman (48:33) (PP1) | Mål                     | (06:41) Simon Bertilsson (16:49) (PP1) Juuso Ikonen (56:04) Kevin Clark | Göteborg Publik: 12 044 Domare: Huvuddomare Wolmer Edqvist Aleksi Rantala Linjedomare Simon Hillborg Andreas Malmqvist | Göteborg Publik: 12 044 Domare: Huvuddomare Wolmer Edqvist Aleksi Rantala Linjedomare Simon Hillborg Andreas Malmqvist |
| 19:15 UTC+2 | 19:15 UTC+2  | |                         |                                                                         | Göteborg Publik: 12 044 Domare: Huvuddomare Wolmer Edqvist Aleksi Rantala Linjedomare Simon Hillborg Andreas Malmqvist | Göteborg Publik: 12 044 Domare: Huvuddomare Wolmer Edqvist Aleksi Rantala Linjedomare Simon Hillborg Andreas Malmqvist |
| 19:15 UTC+2 | 19:15 UTC+2  | |                         |                                                                         | Göteborg Publik: 12 044 Domare: Huvuddomare Wolmer Edqvist Aleksi Rantala Linjedomare Simon Hillborg Andreas Malmqvist | Göteborg Publik: 12 044 Domare: Huvuddomare Wolmer Edqvist Aleksi Rantala Linjedomare Simon Hillborg Andreas Malmqvist |
| 19:15 UTC+2 | 19:15 UTC+2  | |                         |                                                                         | Göteborg Publik: 12 044 Domare: Huvuddomare Wolmer Edqvist Aleksi Rantala Linjedomare Simon Hillborg Andreas Malmqvist | Göteborg Publik: 12 044 Domare: Huvuddomare Wolmer Edqvist Aleksi Rantala Linjedomare Simon Hillborg Andreas Malmqvist |
| 19:15 UTC+2 | 19:15 UTC+2  | |                         |                                                                         | Göteborg Publik: 12 044 Domare: Huvuddomare Wolmer Edqvist Aleksi Rantala Linjedomare Simon Hillborg Andreas Malmqvist | Göteborg Publik: 12 044 Domare: Huvuddomare Wolmer Edqvist Aleksi Rantala Linjedomare Simon Hillborg Andreas Malmqvist |

| 4.7         | 8 april 2017 | Brynäs IF                                                                             | 4–3                     | Frölunda HC                                                                   | Gavlerinken Arena                                                                                        | |
| 15:15 UTC+2 | 15:15 UTC+2  | (1–2, 1–0, 2–1) Rapport                                                               | (1–2, 1–0, 2–1) Rapport | (1–2, 1–0, 2–1) Rapport                                                       | Gävle Publik: 7 909 Domare: Huvuddomare Mikael Nord Mikael Sjöqvist Linjedomare Örjan Åhlén Jimmy Dahmén | Gävle Publik: 7 909 Domare: Huvuddomare Mikael Nord Mikael Sjöqvist Linjedomare Örjan Åhlén Jimmy Dahmén |
| 15:15 UTC+2 | 15:15 UTC+2  | Kevin Clark (07:29) (PP1) Kevin Clark (25:28) Linus Ölund (48:29) Kevin Clark (59:01) | Mål                     | (09:22) Casey Wellman (16:20) (PP1) Johan Sundström (53:25) Simon Hjalmarsson | Gävle Publik: 7 909 Domare: Huvuddomare Mikael Nord Mikael Sjöqvist Linjedomare Örjan Åhlén Jimmy Dahmén | Gävle Publik: 7 909 Domare: Huvuddomare Mikael Nord Mikael Sjöqvist Linjedomare Örjan Åhlén Jimmy Dahmén |
| 15:15 UTC+2 | 15:15 UTC+2  |                                                                                       |                         |                                                                               | Gävle Publik: 7 909 Domare: Huvuddomare Mikael Nord Mikael Sjöqvist Linjedomare Örjan Åhlén Jimmy Dahmén | Gävle Publik: 7 909 Domare: Huvuddomare Mikael Nord Mikael Sjöqvist Linjedomare Örjan Åhlén Jimmy Dahmén |
| 15:15 UTC+2 | 15:15 UTC+2  |                                                                                       |                         |                                                                               | Gävle Publik: 7 909 Domare: Huvuddomare Mikael Nord Mikael Sjöqvist Linjedomare Örjan Åhlén Jimmy Dahmén | Gävle Publik: 7 909 Domare: Huvuddomare Mikael Nord Mikael Sjöqvist Linjedomare Örjan Åhlén Jimmy Dahmén |
| 15:15 UTC+2 | 15:15 UTC+2  |                                                                                       |                         |                                                                               | Gävle Publik: 7 909 Domare: Huvuddomare Mikael Nord Mikael Sjöqvist Linjedomare Örjan Åhlén Jimmy Dahmén | Gävle Publik: 7 909 Domare: Huvuddomare Mikael Nord Mikael Sjöqvist Linjedomare Örjan Åhlén Jimmy Dahmén |
| 15:15 UTC+2 | 15:15 UTC+2  |                                                                                       |                         |                                                                               | Gävle Publik: 7 909 Domare: Huvuddomare Mikael Nord Mikael Sjöqvist Linjedomare Örjan Åhlén Jimmy Dahmén | Gävle Publik: 7 909 Domare: Huvuddomare Mikael Nord Mikael Sjöqvist Linjedomare Örjan Åhlén Jimmy Dahmén |

| 5.7         | 10 april 2017 | Frölunda HC                                                                                  | 4–0                     | Brynäs IF               | Scandinavium | |
| 19:15 UTC+2 | 19:15 UTC+2   | (0–0, 1–0, 3–0) Rapport                                                                      | (0–0, 1–0, 3–0) Rapport | (0–0, 1–0, 3–0) Rapport | Göteborg Publik: 12 044 Domare: Huvuddomare Linus Öhlund Sören Persson Linjedomare Jimmy Dahmén Andreas Malmqvist | Göteborg Publik: 12 044 Domare: Huvuddomare Linus Öhlund Sören Persson Linjedomare Jimmy Dahmén Andreas Malmqvist |
| 19:15 UTC+2 | 19:15 UTC+2   | Victor Olofsson (35:18) Rasmus Dahlin (51:21) Casey Wellman (53:10) (PS) John Nyberg (58:03) | Mål                     |                         | Göteborg Publik: 12 044 Domare: Huvuddomare Linus Öhlund Sören Persson Linjedomare Jimmy Dahmén Andreas Malmqvist | Göteborg Publik: 12 044 Domare: Huvuddomare Linus Öhlund Sören Persson Linjedomare Jimmy Dahmén Andreas Malmqvist |
| 19:15 UTC+2 | 19:15 UTC+2   |                                                                                              |                         |                         | Göteborg Publik: 12 044 Domare: Huvuddomare Linus Öhlund Sören Persson Linjedomare Jimmy Dahmén Andreas Malmqvist | Göteborg Publik: 12 044 Domare: Huvuddomare Linus Öhlund Sören Persson Linjedomare Jimmy Dahmén Andreas Malmqvist |
| 19:15 UTC+2 | 19:15 UTC+2   |                                                                                              |                         |                         | Göteborg Publik: 12 044 Domare: Huvuddomare Linus Öhlund Sören Persson Linjedomare Jimmy Dahmén Andreas Malmqvist | Göteborg Publik: 12 044 Domare: Huvuddomare Linus Öhlund Sören Persson Linjedomare Jimmy Dahmén Andreas Malmqvist |
| 19:15 UTC+2 | 19:15 UTC+2   |                                                                                              |                         |                         | Göteborg Publik: 12 044 Domare: Huvuddomare Linus Öhlund Sören Persson Linjedomare Jimmy Dahmén Andreas Malmqvist | Göteborg Publik: 12 044 Domare: Huvuddomare Linus Öhlund Sören Persson Linjedomare Jimmy Dahmén Andreas Malmqvist |
| 19:15 UTC+2 | 19:15 UTC+2   |                                                                                              |                         |                         | Göteborg Publik: 12 044 Domare: Huvuddomare Linus Öhlund Sören Persson Linjedomare Jimmy Dahmén Andreas Malmqvist | Göteborg Publik: 12 044 Domare: Huvuddomare Linus Öhlund Sören Persson Linjedomare Jimmy Dahmén Andreas Malmqvist |

| 6.7         | 12 april 2017 | Brynäs IF | 6–0                     | Frölunda HC             | Gavlerinken Arena                                                                                             | |
| 19:15 UTC+2 | 19:15 UTC+2   | (3–0, 2–0, 1–0) Rapport | (3–0, 2–0, 1–0) Rapport | (3–0, 2–0, 1–0) Rapport | Gävle Publik: 7 728 Domare: Huvuddomare Mikael Nord Mikael Sjöqvist Linjedomare Örjan Åhlén Andreas Malmqvist | Gävle Publik: 7 728 Domare: Huvuddomare Mikael Nord Mikael Sjöqvist Linjedomare Örjan Åhlén Andreas Malmqvist |
| 19:15 UTC+2 | 19:15 UTC+2   | Pathrik Vesterholm (08:40) Kevin Clark (15:34) (PP1) Tomáš Záborský (16:15) Kevin Clark (23:00) Kevin Clark (25:20) Jonathan Granström (59:58) | Mål                     |                         | Gävle Publik: 7 728 Domare: Huvuddomare Mikael Nord Mikael Sjöqvist Linjedomare Örjan Åhlén Andreas Malmqvist | Gävle Publik: 7 728 Domare: Huvuddomare Mikael Nord Mikael Sjöqvist Linjedomare Örjan Åhlén Andreas Malmqvist |
| 19:15 UTC+2 | 19:15 UTC+2   | |                         |                         | Gävle Publik: 7 728 Domare: Huvuddomare Mikael Nord Mikael Sjöqvist Linjedomare Örjan Åhlén Andreas Malmqvist | Gävle Publik: 7 728 Domare: Huvuddomare Mikael Nord Mikael Sjöqvist Linjedomare Örjan Åhlén Andreas Malmqvist |
| 19:15 UTC+2 | 19:15 UTC+2   | |                         |                         | Gävle Publik: 7 728 Domare: Huvuddomare Mikael Nord Mikael Sjöqvist Linjedomare Örjan Åhlén Andreas Malmqvist | Gävle Publik: 7 728 Domare: Huvuddomare Mikael Nord Mikael Sjöqvist Linjedomare Örjan Åhlén Andreas Malmqvist |
| 19:15 UTC+2 | 19:15 UTC+2   | |                         |                         | Gävle Publik: 7 728 Domare: Huvuddomare Mikael Nord Mikael Sjöqvist Linjedomare Örjan Åhlén Andreas Malmqvist | Gävle Publik: 7 728 Domare: Huvuddomare Mikael Nord Mikael Sjöqvist Linjedomare Örjan Åhlén Andreas Malmqvist |
| 19:15 UTC+2 | 19:15 UTC+2   | |                         |                         | Gävle Publik: 7 728 Domare: Huvuddomare Mikael Nord Mikael Sjöqvist Linjedomare Örjan Åhlén Andreas Malmqvist | Gävle Publik: 7 728 Domare: Huvuddomare Mikael Nord Mikael Sjöqvist Linjedomare Örjan Åhlén Andreas Malmqvist |

| 7.7         | 14 april 2017 | Frölunda HC             | 1–3                     | Brynäs IF                                                                | Scandinavium                                                                                                  | |
| 19:15 UTC+2 | 19:15 UTC+2   | (0–2, 1–0, 0–1) Rapport | (0–2, 1–0, 0–1) Rapport | (0–2, 1–0, 0–1) Rapport                                                  | Göteborg Publik: 12 044 Domare: Huvuddomare Linus Öhlund Sören Persson Linjedomare Jimmy Dahmén Tobias Haster | Göteborg Publik: 12 044 Domare: Huvuddomare Linus Öhlund Sören Persson Linjedomare Jimmy Dahmén Tobias Haster |
| 19:15 UTC+2 | 19:15 UTC+2   | Patrik Carlsson (33:40) | Mål                     | (00:52) (PP1) Juuso Ikonen (11:42) Oskar Lindblom (40:56) Oskar Lindblom | Göteborg Publik: 12 044 Domare: Huvuddomare Linus Öhlund Sören Persson Linjedomare Jimmy Dahmén Tobias Haster | Göteborg Publik: 12 044 Domare: Huvuddomare Linus Öhlund Sören Persson Linjedomare Jimmy Dahmén Tobias Haster |
| 19:15 UTC+2 | 19:15 UTC+2   |                         |                         |                                                                          | Göteborg Publik: 12 044 Domare: Huvuddomare Linus Öhlund Sören Persson Linjedomare Jimmy Dahmén Tobias Haster | Göteborg Publik: 12 044 Domare: Huvuddomare Linus Öhlund Sören Persson Linjedomare Jimmy Dahmén Tobias Haster |
| 19:15 UTC+2 | 19:15 UTC+2   |                         |                         |                                                                          | Göteborg Publik: 12 044 Domare: Huvuddomare Linus Öhlund Sören Persson Linjedomare Jimmy Dahmén Tobias Haster | Göteborg Publik: 12 044 Domare: Huvuddomare Linus Öhlund Sören Persson Linjedomare Jimmy Dahmén Tobias Haster |
| 19:15 UTC+2 | 19:15 UTC+2   |                         |                         |                                                                          | Göteborg Publik: 12 044 Domare: Huvuddomare Linus Öhlund Sören Persson Linjedomare Jimmy Dahmén Tobias Haster | Göteborg Publik: 12 044 Domare: Huvuddomare Linus Öhlund Sören Persson Linjedomare Jimmy Dahmén Tobias Haster |
| 19:15 UTC+2 | 19:15 UTC+2   |                         |                         |                                                                          | Göteborg Publik: 12 044 Domare: Huvuddomare Linus Öhlund Sören Persson Linjedomare Jimmy Dahmén Tobias Haster | Göteborg Publik: 12 044 Domare: Huvuddomare Linus Öhlund Sören Persson Linjedomare Jimmy Dahmén Tobias Haster |

### Final
HV71–Brynäs IF
| 1.7         | 16 april 2017 | HV71 | 5–2                     | Brynäs IF                                        | Kinnarps Arena | |
| 15:15 UTC+2 | 15:15 UTC+2   | (2–1, 1–0, 2–1) Rapport                                                                                           | (2–1, 1–0, 2–1) Rapport | (2–1, 1–0, 2–1) Rapport                          | Jönköping Publik: 7 000 Domare: Huvuddomare Mikael Nord Mikael Sjöqvist Linjedomare Tobias Haster Henrik Pihlblad | Jönköping Publik: 7 000 Domare: Huvuddomare Mikael Nord Mikael Sjöqvist Linjedomare Tobias Haster Henrik Pihlblad |
| 15:15 UTC+2 | 15:15 UTC+2   | Simon Önerud (00:29) Ted Brithén (12:02) Mattias Tedenby (30:06) Christoffer Törngren (49:42) Ted Brithén (58:26) | Mål                     | (19:42) (PP1) Oskar Lindblom (48:26) Linus Ölund | Jönköping Publik: 7 000 Domare: Huvuddomare Mikael Nord Mikael Sjöqvist Linjedomare Tobias Haster Henrik Pihlblad | Jönköping Publik: 7 000 Domare: Huvuddomare Mikael Nord Mikael Sjöqvist Linjedomare Tobias Haster Henrik Pihlblad |
| 15:15 UTC+2 | 15:15 UTC+2   | |                         |                                                  | Jönköping Publik: 7 000 Domare: Huvuddomare Mikael Nord Mikael Sjöqvist Linjedomare Tobias Haster Henrik Pihlblad | Jönköping Publik: 7 000 Domare: Huvuddomare Mikael Nord Mikael Sjöqvist Linjedomare Tobias Haster Henrik Pihlblad |
| 15:15 UTC+2 | 15:15 UTC+2   | |                         |                                                  | Jönköping Publik: 7 000 Domare: Huvuddomare Mikael Nord Mikael Sjöqvist Linjedomare Tobias Haster Henrik Pihlblad | Jönköping Publik: 7 000 Domare: Huvuddomare Mikael Nord Mikael Sjöqvist Linjedomare Tobias Haster Henrik Pihlblad |
| 15:15 UTC+2 | 15:15 UTC+2   | |                         |                                                  | Jönköping Publik: 7 000 Domare: Huvuddomare Mikael Nord Mikael Sjöqvist Linjedomare Tobias Haster Henrik Pihlblad | Jönköping Publik: 7 000 Domare: Huvuddomare Mikael Nord Mikael Sjöqvist Linjedomare Tobias Haster Henrik Pihlblad |
| 15:15 UTC+2 | 15:15 UTC+2   | |                         |                                                  | Jönköping Publik: 7 000 Domare: Huvuddomare Mikael Nord Mikael Sjöqvist Linjedomare Tobias Haster Henrik Pihlblad | Jönköping Publik: 7 000 Domare: Huvuddomare Mikael Nord Mikael Sjöqvist Linjedomare Tobias Haster Henrik Pihlblad |

| 2.7         | 18 april 2017 | Brynäs IF                                                     | 000 3–2 (SD)                 | HV71                                              | Gavlerinken Arena                                                                                               | |
| 19:15 UTC+2 | 19:15 UTC+2   | (1–0, 0–0, 1–2, 1–0) Rapport                                  | (1–0, 0–0, 1–2, 1–0) Rapport | (1–0, 0–0, 1–2, 1–0) Rapport                      | Gävle Publik: 7 909 Domare: Huvuddomare Linus Öhlund Mikael Sjöqvist Linjedomare Jimmy Dahmén Andreas Malmqvist | Gävle Publik: 7 909 Domare: Huvuddomare Linus Öhlund Mikael Sjöqvist Linjedomare Jimmy Dahmén Andreas Malmqvist |
| 19:15 UTC+2 | 19:15 UTC+2   | Juuso Ikonen (01:49) Juuso Ikonen (41:49) Linus Ölund (63:18) | Mål                          | (43:23) Martin Thörnberg (58:19) Martin Thörnberg | Gävle Publik: 7 909 Domare: Huvuddomare Linus Öhlund Mikael Sjöqvist Linjedomare Jimmy Dahmén Andreas Malmqvist | Gävle Publik: 7 909 Domare: Huvuddomare Linus Öhlund Mikael Sjöqvist Linjedomare Jimmy Dahmén Andreas Malmqvist |
| 19:15 UTC+2 | 19:15 UTC+2   |                                                               |                              |                                                   | Gävle Publik: 7 909 Domare: Huvuddomare Linus Öhlund Mikael Sjöqvist Linjedomare Jimmy Dahmén Andreas Malmqvist | Gävle Publik: 7 909 Domare: Huvuddomare Linus Öhlund Mikael Sjöqvist Linjedomare Jimmy Dahmén Andreas Malmqvist |
| 19:15 UTC+2 | 19:15 UTC+2   |                                                               |                              |                                                   | Gävle Publik: 7 909 Domare: Huvuddomare Linus Öhlund Mikael Sjöqvist Linjedomare Jimmy Dahmén Andreas Malmqvist | Gävle Publik: 7 909 Domare: Huvuddomare Linus Öhlund Mikael Sjöqvist Linjedomare Jimmy Dahmén Andreas Malmqvist |
| 19:15 UTC+2 | 19:15 UTC+2   |                                                               |                              |                                                   | Gävle Publik: 7 909 Domare: Huvuddomare Linus Öhlund Mikael Sjöqvist Linjedomare Jimmy Dahmén Andreas Malmqvist | Gävle Publik: 7 909 Domare: Huvuddomare Linus Öhlund Mikael Sjöqvist Linjedomare Jimmy Dahmén Andreas Malmqvist |
| 19:15 UTC+2 | 19:15 UTC+2   |                                                               |                              |                                                   | Gävle Publik: 7 909 Domare: Huvuddomare Linus Öhlund Mikael Sjöqvist Linjedomare Jimmy Dahmén Andreas Malmqvist | Gävle Publik: 7 909 Domare: Huvuddomare Linus Öhlund Mikael Sjöqvist Linjedomare Jimmy Dahmén Andreas Malmqvist |

| 3.7         | 20 april 2017 | HV71                                                                    | 000 3–4 (SD)                 | Brynäs IF                                                                                                | Kinnarps Arena                                                                                                  | |
| 19:15 UTC+2 | 19:15 UTC+2   | (0–1, 2–2, 1–0, 0–1) Rapport                                            | (0–1, 2–2, 1–0, 0–1) Rapport | (0–1, 2–2, 1–0, 0–1) Rapport                                                                             | Jönköping Publik: 7 000 Domare: Huvuddomare Mikael Nord Sören Persson Linjedomare Tobias Haster Henrik Pihlblad | Jönköping Publik: 7 000 Domare: Huvuddomare Mikael Nord Sören Persson Linjedomare Tobias Haster Henrik Pihlblad |
| 19:15 UTC+2 | 19:15 UTC+2   | Kevin Stenlund (31:24) Mattias Tedenby (34:56) Martin Thörnberg (55:03) | Mål                          | (03:51) (PP1) Jacob Blomqvist (33:32) (BP1) Jacob Blomqvist (36:20) Daniel Paille (66:45) Tomáš Záborský | Jönköping Publik: 7 000 Domare: Huvuddomare Mikael Nord Sören Persson Linjedomare Tobias Haster Henrik Pihlblad | Jönköping Publik: 7 000 Domare: Huvuddomare Mikael Nord Sören Persson Linjedomare Tobias Haster Henrik Pihlblad |
| 19:15 UTC+2 | 19:15 UTC+2   |                                                                         |                              | | Jönköping Publik: 7 000 Domare: Huvuddomare Mikael Nord Sören Persson Linjedomare Tobias Haster Henrik Pihlblad | Jönköping Publik: 7 000 Domare: Huvuddomare Mikael Nord Sören Persson Linjedomare Tobias Haster Henrik Pihlblad |
| 19:15 UTC+2 | 19:15 UTC+2   |                                                                         |                              | | Jönköping Publik: 7 000 Domare: Huvuddomare Mikael Nord Sören Persson Linjedomare Tobias Haster Henrik Pihlblad | Jönköping Publik: 7 000 Domare: Huvuddomare Mikael Nord Sören Persson Linjedomare Tobias Haster Henrik Pihlblad |
| 19:15 UTC+2 | 19:15 UTC+2   |                                                                         |                              | | Jönköping Publik: 7 000 Domare: Huvuddomare Mikael Nord Sören Persson Linjedomare Tobias Haster Henrik Pihlblad | Jönköping Publik: 7 000 Domare: Huvuddomare Mikael Nord Sören Persson Linjedomare Tobias Haster Henrik Pihlblad |
| 19:15 UTC+2 | 19:15 UTC+2   |                                                                         |                              | | Jönköping Publik: 7 000 Domare: Huvuddomare Mikael Nord Sören Persson Linjedomare Tobias Haster Henrik Pihlblad | Jönköping Publik: 7 000 Domare: Huvuddomare Mikael Nord Sören Persson Linjedomare Tobias Haster Henrik Pihlblad |

| 4.7         | 22 april 2017 | Brynäs IF                                                                                  | 4–6                     | HV71 | Gavlerinken Arena                                                                                             | |
| 15:15 UTC+2 | 15:15 UTC+2   | (0–0, 1–1, 3–5) Rapport                                                                    | (0–0, 1–1, 3–5) Rapport | (0–0, 1–1, 3–5) Rapport | Gävle Publik: 7 909 Domare: Huvuddomare Linus Öhlund Sören Persson Linjedomare Jimmy Dahmén Andreas Malmqvist | Gävle Publik: 7 909 Domare: Huvuddomare Linus Öhlund Sören Persson Linjedomare Jimmy Dahmén Andreas Malmqvist |
| 15:15 UTC+2 | 15:15 UTC+2   | Tomáš Záborský (33:53) Juuso Ikonen (40:21) Tomáš Záborský (49:25) Jacob Blomqvist (59:35) | Mål                     | (38:24) Kevin Stenlund (44:51) (PP1) Lawrence Pilut (52:46) Simon Önerud (54:06) Mattias Tedenby (57:41) Lawrence Pilut (59:54) Anton Bengtsson | Gävle Publik: 7 909 Domare: Huvuddomare Linus Öhlund Sören Persson Linjedomare Jimmy Dahmén Andreas Malmqvist | Gävle Publik: 7 909 Domare: Huvuddomare Linus Öhlund Sören Persson Linjedomare Jimmy Dahmén Andreas Malmqvist |
| 15:15 UTC+2 | 15:15 UTC+2   |                                                                                            |                         | | Gävle Publik: 7 909 Domare: Huvuddomare Linus Öhlund Sören Persson Linjedomare Jimmy Dahmén Andreas Malmqvist | Gävle Publik: 7 909 Domare: Huvuddomare Linus Öhlund Sören Persson Linjedomare Jimmy Dahmén Andreas Malmqvist |
| 15:15 UTC+2 | 15:15 UTC+2   |                                                                                            |                         | | Gävle Publik: 7 909 Domare: Huvuddomare Linus Öhlund Sören Persson Linjedomare Jimmy Dahmén Andreas Malmqvist | Gävle Publik: 7 909 Domare: Huvuddomare Linus Öhlund Sören Persson Linjedomare Jimmy Dahmén Andreas Malmqvist |
| 15:15 UTC+2 | 15:15 UTC+2   |                                                                                            |                         | | Gävle Publik: 7 909 Domare: Huvuddomare Linus Öhlund Sören Persson Linjedomare Jimmy Dahmén Andreas Malmqvist | Gävle Publik: 7 909 Domare: Huvuddomare Linus Öhlund Sören Persson Linjedomare Jimmy Dahmén Andreas Malmqvist |
| 15:15 UTC+2 | 15:15 UTC+2   |                                                                                            |                         | | Gävle Publik: 7 909 Domare: Huvuddomare Linus Öhlund Sören Persson Linjedomare Jimmy Dahmén Andreas Malmqvist | Gävle Publik: 7 909 Domare: Huvuddomare Linus Öhlund Sören Persson Linjedomare Jimmy Dahmén Andreas Malmqvist |

| 5.7         | 24 april 2017 | HV71                    | 0–2                     | Brynäs IF                               | Kinnarps Arena | |
| 19:15 UTC+2 | 19:15 UTC+2   | (0–0, 0–1, 0–1) Rapport | (0–0, 0–1, 0–1) Rapport | (0–0, 0–1, 0–1) Rapport                 | Jönköping Publik: 7 000 Domare: Huvuddomare Mikael Nord Mikael Sjöqvist Linjedomare Tobias Haster Henrik Pihlblad | Jönköping Publik: 7 000 Domare: Huvuddomare Mikael Nord Mikael Sjöqvist Linjedomare Tobias Haster Henrik Pihlblad |
| 19:15 UTC+2 | 19:15 UTC+2   |                         | Mål                     | (39:33) Elias Fälth (59:56) Johan Alcén | Jönköping Publik: 7 000 Domare: Huvuddomare Mikael Nord Mikael Sjöqvist Linjedomare Tobias Haster Henrik Pihlblad | Jönköping Publik: 7 000 Domare: Huvuddomare Mikael Nord Mikael Sjöqvist Linjedomare Tobias Haster Henrik Pihlblad |
| 19:15 UTC+2 | 19:15 UTC+2   |                         |                         |                                         | Jönköping Publik: 7 000 Domare: Huvuddomare Mikael Nord Mikael Sjöqvist Linjedomare Tobias Haster Henrik Pihlblad | Jönköping Publik: 7 000 Domare: Huvuddomare Mikael Nord Mikael Sjöqvist Linjedomare Tobias Haster Henrik Pihlblad |
| 19:15 UTC+2 | 19:15 UTC+2   |                         |                         |                                         | Jönköping Publik: 7 000 Domare: Huvuddomare Mikael Nord Mikael Sjöqvist Linjedomare Tobias Haster Henrik Pihlblad | Jönköping Publik: 7 000 Domare: Huvuddomare Mikael Nord Mikael Sjöqvist Linjedomare Tobias Haster Henrik Pihlblad |
| 19:15 UTC+2 | 19:15 UTC+2   |                         |                         |                                         | Jönköping Publik: 7 000 Domare: Huvuddomare Mikael Nord Mikael Sjöqvist Linjedomare Tobias Haster Henrik Pihlblad | Jönköping Publik: 7 000 Domare: Huvuddomare Mikael Nord Mikael Sjöqvist Linjedomare Tobias Haster Henrik Pihlblad |
| 19:15 UTC+2 | 19:15 UTC+2   |                         |                         |                                         | Jönköping Publik: 7 000 Domare: Huvuddomare Mikael Nord Mikael Sjöqvist Linjedomare Tobias Haster Henrik Pihlblad | Jönköping Publik: 7 000 Domare: Huvuddomare Mikael Nord Mikael Sjöqvist Linjedomare Tobias Haster Henrik Pihlblad |

| 6.7         | 27 april 2017 | Brynäs IF                                                                  | 3–5                     | HV71 | Gavlerinken Arena                                                                                          | |
| 19:15 UTC+2 | 19:15 UTC+2   | (0–3, 0–1, 3–1) Rapport                                                    | (0–3, 0–1, 3–1) Rapport | (0–3, 0–1, 3–1) Rapport | Gävle Publik: 7 909 Domare: Huvuddomare Mikael Nord Linus Öhlund Linjedomare Tobias Haster Henrik Pihlblad | Gävle Publik: 7 909 Domare: Huvuddomare Mikael Nord Linus Öhlund Linjedomare Tobias Haster Henrik Pihlblad |
| 19:15 UTC+2 | 19:15 UTC+2   | Jesper Jensen (52:25) (PP1) Juuso Ikonen (53:15) (PP1) Linus Ölund (58:37) | Mål                     | (05:35) (PP1) Kristofer Berglund (09:10) Simon Önerud (11:06) (BP1) Anton Bengtsson (30:13) (PP1) Mattias Tedenby (59:43) Oscar Sundh | Gävle Publik: 7 909 Domare: Huvuddomare Mikael Nord Linus Öhlund Linjedomare Tobias Haster Henrik Pihlblad | Gävle Publik: 7 909 Domare: Huvuddomare Mikael Nord Linus Öhlund Linjedomare Tobias Haster Henrik Pihlblad |
| 19:15 UTC+2 | 19:15 UTC+2   |                                                                            |                         | | Gävle Publik: 7 909 Domare: Huvuddomare Mikael Nord Linus Öhlund Linjedomare Tobias Haster Henrik Pihlblad | Gävle Publik: 7 909 Domare: Huvuddomare Mikael Nord Linus Öhlund Linjedomare Tobias Haster Henrik Pihlblad |
| 19:15 UTC+2 | 19:15 UTC+2   |                                                                            |                         | | Gävle Publik: 7 909 Domare: Huvuddomare Mikael Nord Linus Öhlund Linjedomare Tobias Haster Henrik Pihlblad | Gävle Publik: 7 909 Domare: Huvuddomare Mikael Nord Linus Öhlund Linjedomare Tobias Haster Henrik Pihlblad |
| 19:15 UTC+2 | 19:15 UTC+2   |                                                                            |                         | | Gävle Publik: 7 909 Domare: Huvuddomare Mikael Nord Linus Öhlund Linjedomare Tobias Haster Henrik Pihlblad | Gävle Publik: 7 909 Domare: Huvuddomare Mikael Nord Linus Öhlund Linjedomare Tobias Haster Henrik Pihlblad |
| 19:15 UTC+2 | 19:15 UTC+2   |                                                                            |                         | | Gävle Publik: 7 909 Domare: Huvuddomare Mikael Nord Linus Öhlund Linjedomare Tobias Haster Henrik Pihlblad | Gävle Publik: 7 909 Domare: Huvuddomare Mikael Nord Linus Öhlund Linjedomare Tobias Haster Henrik Pihlblad |

| 7.7         | 29 april 2017 | HV71                                              | 000 2–1 (SD)                 | Brynäs IF                    | Kinnarps Arena                                                                                                 | |
| 15:15 UTC+2 | 15:15 UTC+2   | (0–1, 0–0, 1–0, 1–0) Rapport                      | (0–1, 0–0, 1–0, 1–0) Rapport | (0–1, 0–0, 1–0, 1–0) Rapport | Jönköping Publik: 7 000 Domare: Huvuddomare Mikael Nord Linus Öhlund Linjedomare Tobias Haster Henrik Pihlblad | Jönköping Publik: 7 000 Domare: Huvuddomare Mikael Nord Linus Öhlund Linjedomare Tobias Haster Henrik Pihlblad |
| 15:15 UTC+2 | 15:15 UTC+2   | Christoffer Törngren (43:07) Simon Önerud (71:01) | Mål                          | (12:55) Jacob Blomqvist      | Jönköping Publik: 7 000 Domare: Huvuddomare Mikael Nord Linus Öhlund Linjedomare Tobias Haster Henrik Pihlblad | Jönköping Publik: 7 000 Domare: Huvuddomare Mikael Nord Linus Öhlund Linjedomare Tobias Haster Henrik Pihlblad |
| 15:15 UTC+2 | 15:15 UTC+2   |                                                   |                              |                              | Jönköping Publik: 7 000 Domare: Huvuddomare Mikael Nord Linus Öhlund Linjedomare Tobias Haster Henrik Pihlblad | Jönköping Publik: 7 000 Domare: Huvuddomare Mikael Nord Linus Öhlund Linjedomare Tobias Haster Henrik Pihlblad |
| 15:15 UTC+2 | 15:15 UTC+2   |                                                   |                              |                              | Jönköping Publik: 7 000 Domare: Huvuddomare Mikael Nord Linus Öhlund Linjedomare Tobias Haster Henrik Pihlblad | Jönköping Publik: 7 000 Domare: Huvuddomare Mikael Nord Linus Öhlund Linjedomare Tobias Haster Henrik Pihlblad |
| 15:15 UTC+2 | 15:15 UTC+2   |                                                   |                              |                              | Jönköping Publik: 7 000 Domare: Huvuddomare Mikael Nord Linus Öhlund Linjedomare Tobias Haster Henrik Pihlblad | Jönköping Publik: 7 000 Domare: Huvuddomare Mikael Nord Linus Öhlund Linjedomare Tobias Haster Henrik Pihlblad |
| 15:15 UTC+2 | 15:15 UTC+2   |                                                   |                              |                              | Jönköping Publik: 7 000 Domare: Huvuddomare Mikael Nord Linus Öhlund Linjedomare Tobias Haster Henrik Pihlblad | Jönköping Publik: 7 000 Domare: Huvuddomare Mikael Nord Linus Öhlund Linjedomare Tobias Haster Henrik Pihlblad |

Matchdata till slutspelet är hämtade från Svenska Ishockeyförbundet.

### Spelarstatistik
Poängliga
|    | Nr | Spelare          | Lag            | Position       | Matcher | Mål | Assist | Poäng | Snitt |
| -- | -- | ---------------- | -------------- | -------------- | ------- | --- | ------ | ----- | ----- |
| 1  | 11 | Kevin Clark      | Brynäs IF      | Högerforward   | 20      | 9   | 8      | 17    | 0,85  |
| 2  | 9  | Casey Wellman    | Frölunda HC    | Högerforward   | 14      | 9   | 7      | 16    | 1,14  |
| 3  | 16 | Filip Sandberg   | HV71           | Högerforward   | 16      | 6   | 8      | 14    | 0,88  |
| 4  | 96 | Oskar Lindblom   | Brynäs IF      | Vänsterforward | 20      | 4   | 10     | 14    | 0,70  |
| 5  | 11 | Simon Önerud     | HV71           | Högerforward   | 16      | 10  | 3      | 13    | 0,81  |
| 6  | 61 | Juuso Ikonen     | Brynäs IF      | Center         | 20      | 7   | 5      | 12    | 0,60  |
| 7  | 11 | Victor Olofsson  | Frölunda HC    | Högerforward   | 14      | 4   | 8      | 12    | 0,86  |
| 8  | 20 | Joel Lundqvist   | Frölunda HC    | Center         | 14      | 2   | 10     | 12    | 0,86  |
| 9  | 10 | Martin Thörnberg | HV71           | Vänsterforward | 14      | 6   | 5      | 11    | 0,79  |
| 10 | 43 | Nichlas Hardt    | Malmö Redhawks | Högerforward   | 13      | 4   | 7      | 11    | 0,85  |

Tabellens data är hämtade från Svenska Ishockeyförbundet.
Målvaktsliga
|   | Nr | Spelare          | Lag             | M  | GIP | MIP    | SOG | GA | GAA  | SVS | SVS%  | SO | V  | F | V%    |
| - | -- | ---------------- | --------------- | -- | --- | ------ | --- | -- | ---- | --- | ----- | -- | -- | - | ----- |
| 1 | 31 | Joni Ortio       | Skellefteå AIK  | 7  | 7   | 367:42 | 193 | 13 | 2,12 | 180 | 93,26 | 1  | 3  | 4 | 42,86 |
| 2 | 35 | David Rautio     | Brynäs IF       | 16 | 11  | 658:15 | 305 | 22 | 2,01 | 283 | 92,79 | 3  | 5  | 5 | 50,00 |
| 3 | 30 | Linus Söderström | HV71            | 16 | 16  | 993:11 | 447 | 35 | 2,11 | 412 | 92,17 | 0  | 12 | 4 | 75,00 |
| 4 | 30 | Joacim Eriksson  | Växjö Lakers HC | 5  | 5   | 304:41 | 146 | 12 | 2,36 | 134 | 91,78 | 1  | 2  | 3 | 40,00 |
| 5 | 1  | Marcus Högberg   | Linköping HC    | 6  | 6   | 340:13 | 165 | 14 | 2,47 | 151 | 91,52 | 0  | 2  | 4 | 33,33 |

Tabellens data är hämtade från Svenska Ishockeyförbundet.

## Direktkval till SHL
I direktkval till SHL möter de två förlorarlagen i SHL vinnarna från Hockeyallsvenskans kvalspel till SHL. Mötena avgörs i bäst av sju matcher.

## Arenor
| Anläggningar för SHL 2016/2017 ( )    | Anläggningar för SHL 2016/2017 ( )      | Anläggningar för SHL 2016/2017 ( ) | Anläggningar för SHL 2016/2017 ( )     | Anläggningar för SHL 2016/2017 ( ) |
| Brynäs IF                             | Djurgårdens IF                          | Frölunda HC                        | Färjestad BK                           | HV71                               |
| ------------------------------------- | --------------------------------------- | ---------------------------------- | -------------------------------------- | ---------------------------------- |
| Gavlerinken Arena Kapacitet: 7 909    | Hovet Kapacitet: 8 094                  | Scandinavium Kapacitet: 12 044     | Löfbergs Arena Kapacitet: 8 250        | Kinnarps Arena Kapacitet: 7 000    |
|                                       |                                         |                                    |                                        |                                    |
| Karlskrona HK                         | Leksands IF                             | Linköping HC                       | Luleå HF                               | Malmö Redhawks                     |
| ABB Arena Karlskrona Kapacitet: 5 050 | Tegera Arena Kapacitet: 7 650           | Saab Arena Kapacitet: 8 500        | Coop Norrbotten Arena Kapacitet: 6 300 | Malmö Arena Kapacitet: 12 600      |
|                                       |                                         |                                    |                                        |                                    |
| Rögle BK                              | Skellefteå AIK                          | Växjö Lakers HC                    | Örebro HK                              |                                    |
| Lindab Arena Kapacitet: 5 150         | Skellefteå Kraft Arena Kapacitet: 5 801 | Vida Arena Kapacitet: 5 750        | Behrn Arena Kapacitet: 5 500           |                                    |
|                                       |                                         |                                    |                                        |                                    |